# Variante de Scheveningue
Cet article utilise la notation algébrique pour décrire des coups du jeu d'échecs.
 (septembre 2008).
Si vous disposez d'ouvrages ou d'articles de référence ou si vous connaissez des sites web de qualité traitant du thème abordé ici, merci de compléter l'article en donnant les références utiles à sa vérifiabilité et en les liant à la section « Notes et références ».
|   | a | b | c | d | e | f | g | h |   |
| 8 | Tour noire sur case blanche a8 · Cavalier noir sur case noire b8 · Fou noir sur case blanche c8 · Dame noire sur case noire d8 · Roi noir sur case blanche e8 · Fou noir sur case noire f8 · Tour noire sur case noire h8 · Pion noir sur case noire a7 · Pion noir sur case blanche b7 · Pion noir sur case blanche f7 · Pion noir sur case noire g7 · Pion noir sur case blanche h7 · Pion noir sur case noire d6 · Pion noir sur case blanche e6 · Cavalier noir sur case noire f6 · Cavalier blanc sur case noire d4 · Pion blanc sur case blanche e4 · Cavalier blanc sur case noire c3 · Pion blanc sur case blanche a2 · Pion blanc sur case noire b2 · Pion blanc sur case blanche c2 · Pion blanc sur case noire f2 · Pion blanc sur case blanche g2 · Pion blanc sur case noire h2 · Tour blanche sur case noire a1 · Fou blanc sur case noire c1 · Dame blanche sur case blanche d1 · Roi blanc sur case noire e1 · Fou blanc sur case blanche f1 · Tour blanche sur case blanche h1 | Tour noire sur case blanche a8 · Cavalier noir sur case noire b8 · Fou noir sur case blanche c8 · Dame noire sur case noire d8 · Roi noir sur case blanche e8 · Fou noir sur case noire f8 · Tour noire sur case noire h8 · Pion noir sur case noire a7 · Pion noir sur case blanche b7 · Pion noir sur case blanche f7 · Pion noir sur case noire g7 · Pion noir sur case blanche h7 · Pion noir sur case noire d6 · Pion noir sur case blanche e6 · Cavalier noir sur case noire f6 · Cavalier blanc sur case noire d4 · Pion blanc sur case blanche e4 · Cavalier blanc sur case noire c3 · Pion blanc sur case blanche a2 · Pion blanc sur case noire b2 · Pion blanc sur case blanche c2 · Pion blanc sur case noire f2 · Pion blanc sur case blanche g2 · Pion blanc sur case noire h2 · Tour blanche sur case noire a1 · Fou blanc sur case noire c1 · Dame blanche sur case blanche d1 · Roi blanc sur case noire e1 · Fou blanc sur case blanche f1 · Tour blanche sur case blanche h1 | Tour noire sur case blanche a8 · Cavalier noir sur case noire b8 · Fou noir sur case blanche c8 · Dame noire sur case noire d8 · Roi noir sur case blanche e8 · Fou noir sur case noire f8 · Tour noire sur case noire h8 · Pion noir sur case noire a7 · Pion noir sur case blanche b7 · Pion noir sur case blanche f7 · Pion noir sur case noire g7 · Pion noir sur case blanche h7 · Pion noir sur case noire d6 · Pion noir sur case blanche e6 · Cavalier noir sur case noire f6 · Cavalier blanc sur case noire d4 · Pion blanc sur case blanche e4 · Cavalier blanc sur case noire c3 · Pion blanc sur case blanche a2 · Pion blanc sur case noire b2 · Pion blanc sur case blanche c2 · Pion blanc sur case noire f2 · Pion blanc sur case blanche g2 · Pion blanc sur case noire h2 · Tour blanche sur case noire a1 · Fou blanc sur case noire c1 · Dame blanche sur case blanche d1 · Roi blanc sur case noire e1 · Fou blanc sur case blanche f1 · Tour blanche sur case blanche h1 | Tour noire sur case blanche a8 · Cavalier noir sur case noire b8 · Fou noir sur case blanche c8 · Dame noire sur case noire d8 · Roi noir sur case blanche e8 · Fou noir sur case noire f8 · Tour noire sur case noire h8 · Pion noir sur case noire a7 · Pion noir sur case blanche b7 · Pion noir sur case blanche f7 · Pion noir sur case noire g7 · Pion noir sur case blanche h7 · Pion noir sur case noire d6 · Pion noir sur case blanche e6 · Cavalier noir sur case noire f6 · Cavalier blanc sur case noire d4 · Pion blanc sur case blanche e4 · Cavalier blanc sur case noire c3 · Pion blanc sur case blanche a2 · Pion blanc sur case noire b2 · Pion blanc sur case blanche c2 · Pion blanc sur case noire f2 · Pion blanc sur case blanche g2 · Pion blanc sur case noire h2 · Tour blanche sur case noire a1 · Fou blanc sur case noire c1 · Dame blanche sur case blanche d1 · Roi blanc sur case noire e1 · Fou blanc sur case blanche f1 · Tour blanche sur case blanche h1 | Tour noire sur case blanche a8 · Cavalier noir sur case noire b8 · Fou noir sur case blanche c8 · Dame noire sur case noire d8 · Roi noir sur case blanche e8 · Fou noir sur case noire f8 · Tour noire sur case noire h8 · Pion noir sur case noire a7 · Pion noir sur case blanche b7 · Pion noir sur case blanche f7 · Pion noir sur case noire g7 · Pion noir sur case blanche h7 · Pion noir sur case noire d6 · Pion noir sur case blanche e6 · Cavalier noir sur case noire f6 · Cavalier blanc sur case noire d4 · Pion blanc sur case blanche e4 · Cavalier blanc sur case noire c3 · Pion blanc sur case blanche a2 · Pion blanc sur case noire b2 · Pion blanc sur case blanche c2 · Pion blanc sur case noire f2 · Pion blanc sur case blanche g2 · Pion blanc sur case noire h2 · Tour blanche sur case noire a1 · Fou blanc sur case noire c1 · Dame blanche sur case blanche d1 · Roi blanc sur case noire e1 · Fou blanc sur case blanche f1 · Tour blanche sur case blanche h1 | Tour noire sur case blanche a8 · Cavalier noir sur case noire b8 · Fou noir sur case blanche c8 · Dame noire sur case noire d8 · Roi noir sur case blanche e8 · Fou noir sur case noire f8 · Tour noire sur case noire h8 · Pion noir sur case noire a7 · Pion noir sur case blanche b7 · Pion noir sur case blanche f7 · Pion noir sur case noire g7 · Pion noir sur case blanche h7 · Pion noir sur case noire d6 · Pion noir sur case blanche e6 · Cavalier noir sur case noire f6 · Cavalier blanc sur case noire d4 · Pion blanc sur case blanche e4 · Cavalier blanc sur case noire c3 · Pion blanc sur case blanche a2 · Pion blanc sur case noire b2 · Pion blanc sur case blanche c2 · Pion blanc sur case noire f2 · Pion blanc sur case blanche g2 · Pion blanc sur case noire h2 · Tour blanche sur case noire a1 · Fou blanc sur case noire c1 · Dame blanche sur case blanche d1 · Roi blanc sur case noire e1 · Fou blanc sur case blanche f1 · Tour blanche sur case blanche h1 | Tour noire sur case blanche a8 · Cavalier noir sur case noire b8 · Fou noir sur case blanche c8 · Dame noire sur case noire d8 · Roi noir sur case blanche e8 · Fou noir sur case noire f8 · Tour noire sur case noire h8 · Pion noir sur case noire a7 · Pion noir sur case blanche b7 · Pion noir sur case blanche f7 · Pion noir sur case noire g7 · Pion noir sur case blanche h7 · Pion noir sur case noire d6 · Pion noir sur case blanche e6 · Cavalier noir sur case noire f6 · Cavalier blanc sur case noire d4 · Pion blanc sur case blanche e4 · Cavalier blanc sur case noire c3 · Pion blanc sur case blanche a2 · Pion blanc sur case noire b2 · Pion blanc sur case blanche c2 · Pion blanc sur case noire f2 · Pion blanc sur case blanche g2 · Pion blanc sur case noire h2 · Tour blanche sur case noire a1 · Fou blanc sur case noire c1 · Dame blanche sur case blanche d1 · Roi blanc sur case noire e1 · Fou blanc sur case blanche f1 · Tour blanche sur case blanche h1 | Tour noire sur case blanche a8 · Cavalier noir sur case noire b8 · Fou noir sur case blanche c8 · Dame noire sur case noire d8 · Roi noir sur case blanche e8 · Fou noir sur case noire f8 · Tour noire sur case noire h8 · Pion noir sur case noire a7 · Pion noir sur case blanche b7 · Pion noir sur case blanche f7 · Pion noir sur case noire g7 · Pion noir sur case blanche h7 · Pion noir sur case noire d6 · Pion noir sur case blanche e6 · Cavalier noir sur case noire f6 · Cavalier blanc sur case noire d4 · Pion blanc sur case blanche e4 · Cavalier blanc sur case noire c3 · Pion blanc sur case blanche a2 · Pion blanc sur case noire b2 · Pion blanc sur case blanche c2 · Pion blanc sur case noire f2 · Pion blanc sur case blanche g2 · Pion blanc sur case noire h2 · Tour blanche sur case noire a1 · Fou blanc sur case noire c1 · Dame blanche sur case blanche d1 · Roi blanc sur case noire e1 · Fou blanc sur case blanche f1 · Tour blanche sur case blanche h1 | 8 |
| 7 | Tour noire sur case blanche a8 · Cavalier noir sur case noire b8 · Fou noir sur case blanche c8 · Dame noire sur case noire d8 · Roi noir sur case blanche e8 · Fou noir sur case noire f8 · Tour noire sur case noire h8 · Pion noir sur case noire a7 · Pion noir sur case blanche b7 · Pion noir sur case blanche f7 · Pion noir sur case noire g7 · Pion noir sur case blanche h7 · Pion noir sur case noire d6 · Pion noir sur case blanche e6 · Cavalier noir sur case noire f6 · Cavalier blanc sur case noire d4 · Pion blanc sur case blanche e4 · Cavalier blanc sur case noire c3 · Pion blanc sur case blanche a2 · Pion blanc sur case noire b2 · Pion blanc sur case blanche c2 · Pion blanc sur case noire f2 · Pion blanc sur case blanche g2 · Pion blanc sur case noire h2 · Tour blanche sur case noire a1 · Fou blanc sur case noire c1 · Dame blanche sur case blanche d1 · Roi blanc sur case noire e1 · Fou blanc sur case blanche f1 · Tour blanche sur case blanche h1 | Tour noire sur case blanche a8 · Cavalier noir sur case noire b8 · Fou noir sur case blanche c8 · Dame noire sur case noire d8 · Roi noir sur case blanche e8 · Fou noir sur case noire f8 · Tour noire sur case noire h8 · Pion noir sur case noire a7 · Pion noir sur case blanche b7 · Pion noir sur case blanche f7 · Pion noir sur case noire g7 · Pion noir sur case blanche h7 · Pion noir sur case noire d6 · Pion noir sur case blanche e6 · Cavalier noir sur case noire f6 · Cavalier blanc sur case noire d4 · Pion blanc sur case blanche e4 · Cavalier blanc sur case noire c3 · Pion blanc sur case blanche a2 · Pion blanc sur case noire b2 · Pion blanc sur case blanche c2 · Pion blanc sur case noire f2 · Pion blanc sur case blanche g2 · Pion blanc sur case noire h2 · Tour blanche sur case noire a1 · Fou blanc sur case noire c1 · Dame blanche sur case blanche d1 · Roi blanc sur case noire e1 · Fou blanc sur case blanche f1 · Tour blanche sur case blanche h1 | Tour noire sur case blanche a8 · Cavalier noir sur case noire b8 · Fou noir sur case blanche c8 · Dame noire sur case noire d8 · Roi noir sur case blanche e8 · Fou noir sur case noire f8 · Tour noire sur case noire h8 · Pion noir sur case noire a7 · Pion noir sur case blanche b7 · Pion noir sur case blanche f7 · Pion noir sur case noire g7 · Pion noir sur case blanche h7 · Pion noir sur case noire d6 · Pion noir sur case blanche e6 · Cavalier noir sur case noire f6 · Cavalier blanc sur case noire d4 · Pion blanc sur case blanche e4 · Cavalier blanc sur case noire c3 · Pion blanc sur case blanche a2 · Pion blanc sur case noire b2 · Pion blanc sur case blanche c2 · Pion blanc sur case noire f2 · Pion blanc sur case blanche g2 · Pion blanc sur case noire h2 · Tour blanche sur case noire a1 · Fou blanc sur case noire c1 · Dame blanche sur case blanche d1 · Roi blanc sur case noire e1 · Fou blanc sur case blanche f1 · Tour blanche sur case blanche h1 | Tour noire sur case blanche a8 · Cavalier noir sur case noire b8 · Fou noir sur case blanche c8 · Dame noire sur case noire d8 · Roi noir sur case blanche e8 · Fou noir sur case noire f8 · Tour noire sur case noire h8 · Pion noir sur case noire a7 · Pion noir sur case blanche b7 · Pion noir sur case blanche f7 · Pion noir sur case noire g7 · Pion noir sur case blanche h7 · Pion noir sur case noire d6 · Pion noir sur case blanche e6 · Cavalier noir sur case noire f6 · Cavalier blanc sur case noire d4 · Pion blanc sur case blanche e4 · Cavalier blanc sur case noire c3 · Pion blanc sur case blanche a2 · Pion blanc sur case noire b2 · Pion blanc sur case blanche c2 · Pion blanc sur case noire f2 · Pion blanc sur case blanche g2 · Pion blanc sur case noire h2 · Tour blanche sur case noire a1 · Fou blanc sur case noire c1 · Dame blanche sur case blanche d1 · Roi blanc sur case noire e1 · Fou blanc sur case blanche f1 · Tour blanche sur case blanche h1 | Tour noire sur case blanche a8 · Cavalier noir sur case noire b8 · Fou noir sur case blanche c8 · Dame noire sur case noire d8 · Roi noir sur case blanche e8 · Fou noir sur case noire f8 · Tour noire sur case noire h8 · Pion noir sur case noire a7 · Pion noir sur case blanche b7 · Pion noir sur case blanche f7 · Pion noir sur case noire g7 · Pion noir sur case blanche h7 · Pion noir sur case noire d6 · Pion noir sur case blanche e6 · Cavalier noir sur case noire f6 · Cavalier blanc sur case noire d4 · Pion blanc sur case blanche e4 · Cavalier blanc sur case noire c3 · Pion blanc sur case blanche a2 · Pion blanc sur case noire b2 · Pion blanc sur case blanche c2 · Pion blanc sur case noire f2 · Pion blanc sur case blanche g2 · Pion blanc sur case noire h2 · Tour blanche sur case noire a1 · Fou blanc sur case noire c1 · Dame blanche sur case blanche d1 · Roi blanc sur case noire e1 · Fou blanc sur case blanche f1 · Tour blanche sur case blanche h1 | Tour noire sur case blanche a8 · Cavalier noir sur case noire b8 · Fou noir sur case blanche c8 · Dame noire sur case noire d8 · Roi noir sur case blanche e8 · Fou noir sur case noire f8 · Tour noire sur case noire h8 · Pion noir sur case noire a7 · Pion noir sur case blanche b7 · Pion noir sur case blanche f7 · Pion noir sur case noire g7 · Pion noir sur case blanche h7 · Pion noir sur case noire d6 · Pion noir sur case blanche e6 · Cavalier noir sur case noire f6 · Cavalier blanc sur case noire d4 · Pion blanc sur case blanche e4 · Cavalier blanc sur case noire c3 · Pion blanc sur case blanche a2 · Pion blanc sur case noire b2 · Pion blanc sur case blanche c2 · Pion blanc sur case noire f2 · Pion blanc sur case blanche g2 · Pion blanc sur case noire h2 · Tour blanche sur case noire a1 · Fou blanc sur case noire c1 · Dame blanche sur case blanche d1 · Roi blanc sur case noire e1 · Fou blanc sur case blanche f1 · Tour blanche sur case blanche h1 | Tour noire sur case blanche a8 · Cavalier noir sur case noire b8 · Fou noir sur case blanche c8 · Dame noire sur case noire d8 · Roi noir sur case blanche e8 · Fou noir sur case noire f8 · Tour noire sur case noire h8 · Pion noir sur case noire a7 · Pion noir sur case blanche b7 · Pion noir sur case blanche f7 · Pion noir sur case noire g7 · Pion noir sur case blanche h7 · Pion noir sur case noire d6 · Pion noir sur case blanche e6 · Cavalier noir sur case noire f6 · Cavalier blanc sur case noire d4 · Pion blanc sur case blanche e4 · Cavalier blanc sur case noire c3 · Pion blanc sur case blanche a2 · Pion blanc sur case noire b2 · Pion blanc sur case blanche c2 · Pion blanc sur case noire f2 · Pion blanc sur case blanche g2 · Pion blanc sur case noire h2 · Tour blanche sur case noire a1 · Fou blanc sur case noire c1 · Dame blanche sur case blanche d1 · Roi blanc sur case noire e1 · Fou blanc sur case blanche f1 · Tour blanche sur case blanche h1 | Tour noire sur case blanche a8 · Cavalier noir sur case noire b8 · Fou noir sur case blanche c8 · Dame noire sur case noire d8 · Roi noir sur case blanche e8 · Fou noir sur case noire f8 · Tour noire sur case noire h8 · Pion noir sur case noire a7 · Pion noir sur case blanche b7 · Pion noir sur case blanche f7 · Pion noir sur case noire g7 · Pion noir sur case blanche h7 · Pion noir sur case noire d6 · Pion noir sur case blanche e6 · Cavalier noir sur case noire f6 · Cavalier blanc sur case noire d4 · Pion blanc sur case blanche e4 · Cavalier blanc sur case noire c3 · Pion blanc sur case blanche a2 · Pion blanc sur case noire b2 · Pion blanc sur case blanche c2 · Pion blanc sur case noire f2 · Pion blanc sur case blanche g2 · Pion blanc sur case noire h2 · Tour blanche sur case noire a1 · Fou blanc sur case noire c1 · Dame blanche sur case blanche d1 · Roi blanc sur case noire e1 · Fou blanc sur case blanche f1 · Tour blanche sur case blanche h1 | 7 |
| 6 | Tour noire sur case blanche a8 · Cavalier noir sur case noire b8 · Fou noir sur case blanche c8 · Dame noire sur case noire d8 · Roi noir sur case blanche e8 · Fou noir sur case noire f8 · Tour noire sur case noire h8 · Pion noir sur case noire a7 · Pion noir sur case blanche b7 · Pion noir sur case blanche f7 · Pion noir sur case noire g7 · Pion noir sur case blanche h7 · Pion noir sur case noire d6 · Pion noir sur case blanche e6 · Cavalier noir sur case noire f6 · Cavalier blanc sur case noire d4 · Pion blanc sur case blanche e4 · Cavalier blanc sur case noire c3 · Pion blanc sur case blanche a2 · Pion blanc sur case noire b2 · Pion blanc sur case blanche c2 · Pion blanc sur case noire f2 · Pion blanc sur case blanche g2 · Pion blanc sur case noire h2 · Tour blanche sur case noire a1 · Fou blanc sur case noire c1 · Dame blanche sur case blanche d1 · Roi blanc sur case noire e1 · Fou blanc sur case blanche f1 · Tour blanche sur case blanche h1 | Tour noire sur case blanche a8 · Cavalier noir sur case noire b8 · Fou noir sur case blanche c8 · Dame noire sur case noire d8 · Roi noir sur case blanche e8 · Fou noir sur case noire f8 · Tour noire sur case noire h8 · Pion noir sur case noire a7 · Pion noir sur case blanche b7 · Pion noir sur case blanche f7 · Pion noir sur case noire g7 · Pion noir sur case blanche h7 · Pion noir sur case noire d6 · Pion noir sur case blanche e6 · Cavalier noir sur case noire f6 · Cavalier blanc sur case noire d4 · Pion blanc sur case blanche e4 · Cavalier blanc sur case noire c3 · Pion blanc sur case blanche a2 · Pion blanc sur case noire b2 · Pion blanc sur case blanche c2 · Pion blanc sur case noire f2 · Pion blanc sur case blanche g2 · Pion blanc sur case noire h2 · Tour blanche sur case noire a1 · Fou blanc sur case noire c1 · Dame blanche sur case blanche d1 · Roi blanc sur case noire e1 · Fou blanc sur case blanche f1 · Tour blanche sur case blanche h1 | Tour noire sur case blanche a8 · Cavalier noir sur case noire b8 · Fou noir sur case blanche c8 · Dame noire sur case noire d8 · Roi noir sur case blanche e8 · Fou noir sur case noire f8 · Tour noire sur case noire h8 · Pion noir sur case noire a7 · Pion noir sur case blanche b7 · Pion noir sur case blanche f7 · Pion noir sur case noire g7 · Pion noir sur case blanche h7 · Pion noir sur case noire d6 · Pion noir sur case blanche e6 · Cavalier noir sur case noire f6 · Cavalier blanc sur case noire d4 · Pion blanc sur case blanche e4 · Cavalier blanc sur case noire c3 · Pion blanc sur case blanche a2 · Pion blanc sur case noire b2 · Pion blanc sur case blanche c2 · Pion blanc sur case noire f2 · Pion blanc sur case blanche g2 · Pion blanc sur case noire h2 · Tour blanche sur case noire a1 · Fou blanc sur case noire c1 · Dame blanche sur case blanche d1 · Roi blanc sur case noire e1 · Fou blanc sur case blanche f1 · Tour blanche sur case blanche h1 | Tour noire sur case blanche a8 · Cavalier noir sur case noire b8 · Fou noir sur case blanche c8 · Dame noire sur case noire d8 · Roi noir sur case blanche e8 · Fou noir sur case noire f8 · Tour noire sur case noire h8 · Pion noir sur case noire a7 · Pion noir sur case blanche b7 · Pion noir sur case blanche f7 · Pion noir sur case noire g7 · Pion noir sur case blanche h7 · Pion noir sur case noire d6 · Pion noir sur case blanche e6 · Cavalier noir sur case noire f6 · Cavalier blanc sur case noire d4 · Pion blanc sur case blanche e4 · Cavalier blanc sur case noire c3 · Pion blanc sur case blanche a2 · Pion blanc sur case noire b2 · Pion blanc sur case blanche c2 · Pion blanc sur case noire f2 · Pion blanc sur case blanche g2 · Pion blanc sur case noire h2 · Tour blanche sur case noire a1 · Fou blanc sur case noire c1 · Dame blanche sur case blanche d1 · Roi blanc sur case noire e1 · Fou blanc sur case blanche f1 · Tour blanche sur case blanche h1 | Tour noire sur case blanche a8 · Cavalier noir sur case noire b8 · Fou noir sur case blanche c8 · Dame noire sur case noire d8 · Roi noir sur case blanche e8 · Fou noir sur case noire f8 · Tour noire sur case noire h8 · Pion noir sur case noire a7 · Pion noir sur case blanche b7 · Pion noir sur case blanche f7 · Pion noir sur case noire g7 · Pion noir sur case blanche h7 · Pion noir sur case noire d6 · Pion noir sur case blanche e6 · Cavalier noir sur case noire f6 · Cavalier blanc sur case noire d4 · Pion blanc sur case blanche e4 · Cavalier blanc sur case noire c3 · Pion blanc sur case blanche a2 · Pion blanc sur case noire b2 · Pion blanc sur case blanche c2 · Pion blanc sur case noire f2 · Pion blanc sur case blanche g2 · Pion blanc sur case noire h2 · Tour blanche sur case noire a1 · Fou blanc sur case noire c1 · Dame blanche sur case blanche d1 · Roi blanc sur case noire e1 · Fou blanc sur case blanche f1 · Tour blanche sur case blanche h1 | Tour noire sur case blanche a8 · Cavalier noir sur case noire b8 · Fou noir sur case blanche c8 · Dame noire sur case noire d8 · Roi noir sur case blanche e8 · Fou noir sur case noire f8 · Tour noire sur case noire h8 · Pion noir sur case noire a7 · Pion noir sur case blanche b7 · Pion noir sur case blanche f7 · Pion noir sur case noire g7 · Pion noir sur case blanche h7 · Pion noir sur case noire d6 · Pion noir sur case blanche e6 · Cavalier noir sur case noire f6 · Cavalier blanc sur case noire d4 · Pion blanc sur case blanche e4 · Cavalier blanc sur case noire c3 · Pion blanc sur case blanche a2 · Pion blanc sur case noire b2 · Pion blanc sur case blanche c2 · Pion blanc sur case noire f2 · Pion blanc sur case blanche g2 · Pion blanc sur case noire h2 · Tour blanche sur case noire a1 · Fou blanc sur case noire c1 · Dame blanche sur case blanche d1 · Roi blanc sur case noire e1 · Fou blanc sur case blanche f1 · Tour blanche sur case blanche h1 | Tour noire sur case blanche a8 · Cavalier noir sur case noire b8 · Fou noir sur case blanche c8 · Dame noire sur case noire d8 · Roi noir sur case blanche e8 · Fou noir sur case noire f8 · Tour noire sur case noire h8 · Pion noir sur case noire a7 · Pion noir sur case blanche b7 · Pion noir sur case blanche f7 · Pion noir sur case noire g7 · Pion noir sur case blanche h7 · Pion noir sur case noire d6 · Pion noir sur case blanche e6 · Cavalier noir sur case noire f6 · Cavalier blanc sur case noire d4 · Pion blanc sur case blanche e4 · Cavalier blanc sur case noire c3 · Pion blanc sur case blanche a2 · Pion blanc sur case noire b2 · Pion blanc sur case blanche c2 · Pion blanc sur case noire f2 · Pion blanc sur case blanche g2 · Pion blanc sur case noire h2 · Tour blanche sur case noire a1 · Fou blanc sur case noire c1 · Dame blanche sur case blanche d1 · Roi blanc sur case noire e1 · Fou blanc sur case blanche f1 · Tour blanche sur case blanche h1 | Tour noire sur case blanche a8 · Cavalier noir sur case noire b8 · Fou noir sur case blanche c8 · Dame noire sur case noire d8 · Roi noir sur case blanche e8 · Fou noir sur case noire f8 · Tour noire sur case noire h8 · Pion noir sur case noire a7 · Pion noir sur case blanche b7 · Pion noir sur case blanche f7 · Pion noir sur case noire g7 · Pion noir sur case blanche h7 · Pion noir sur case noire d6 · Pion noir sur case blanche e6 · Cavalier noir sur case noire f6 · Cavalier blanc sur case noire d4 · Pion blanc sur case blanche e4 · Cavalier blanc sur case noire c3 · Pion blanc sur case blanche a2 · Pion blanc sur case noire b2 · Pion blanc sur case blanche c2 · Pion blanc sur case noire f2 · Pion blanc sur case blanche g2 · Pion blanc sur case noire h2 · Tour blanche sur case noire a1 · Fou blanc sur case noire c1 · Dame blanche sur case blanche d1 · Roi blanc sur case noire e1 · Fou blanc sur case blanche f1 · Tour blanche sur case blanche h1 | 6 |
| 5 | Tour noire sur case blanche a8 · Cavalier noir sur case noire b8 · Fou noir sur case blanche c8 · Dame noire sur case noire d8 · Roi noir sur case blanche e8 · Fou noir sur case noire f8 · Tour noire sur case noire h8 · Pion noir sur case noire a7 · Pion noir sur case blanche b7 · Pion noir sur case blanche f7 · Pion noir sur case noire g7 · Pion noir sur case blanche h7 · Pion noir sur case noire d6 · Pion noir sur case blanche e6 · Cavalier noir sur case noire f6 · Cavalier blanc sur case noire d4 · Pion blanc sur case blanche e4 · Cavalier blanc sur case noire c3 · Pion blanc sur case blanche a2 · Pion blanc sur case noire b2 · Pion blanc sur case blanche c2 · Pion blanc sur case noire f2 · Pion blanc sur case blanche g2 · Pion blanc sur case noire h2 · Tour blanche sur case noire a1 · Fou blanc sur case noire c1 · Dame blanche sur case blanche d1 · Roi blanc sur case noire e1 · Fou blanc sur case blanche f1 · Tour blanche sur case blanche h1 | Tour noire sur case blanche a8 · Cavalier noir sur case noire b8 · Fou noir sur case blanche c8 · Dame noire sur case noire d8 · Roi noir sur case blanche e8 · Fou noir sur case noire f8 · Tour noire sur case noire h8 · Pion noir sur case noire a7 · Pion noir sur case blanche b7 · Pion noir sur case blanche f7 · Pion noir sur case noire g7 · Pion noir sur case blanche h7 · Pion noir sur case noire d6 · Pion noir sur case blanche e6 · Cavalier noir sur case noire f6 · Cavalier blanc sur case noire d4 · Pion blanc sur case blanche e4 · Cavalier blanc sur case noire c3 · Pion blanc sur case blanche a2 · Pion blanc sur case noire b2 · Pion blanc sur case blanche c2 · Pion blanc sur case noire f2 · Pion blanc sur case blanche g2 · Pion blanc sur case noire h2 · Tour blanche sur case noire a1 · Fou blanc sur case noire c1 · Dame blanche sur case blanche d1 · Roi blanc sur case noire e1 · Fou blanc sur case blanche f1 · Tour blanche sur case blanche h1 | Tour noire sur case blanche a8 · Cavalier noir sur case noire b8 · Fou noir sur case blanche c8 · Dame noire sur case noire d8 · Roi noir sur case blanche e8 · Fou noir sur case noire f8 · Tour noire sur case noire h8 · Pion noir sur case noire a7 · Pion noir sur case blanche b7 · Pion noir sur case blanche f7 · Pion noir sur case noire g7 · Pion noir sur case blanche h7 · Pion noir sur case noire d6 · Pion noir sur case blanche e6 · Cavalier noir sur case noire f6 · Cavalier blanc sur case noire d4 · Pion blanc sur case blanche e4 · Cavalier blanc sur case noire c3 · Pion blanc sur case blanche a2 · Pion blanc sur case noire b2 · Pion blanc sur case blanche c2 · Pion blanc sur case noire f2 · Pion blanc sur case blanche g2 · Pion blanc sur case noire h2 · Tour blanche sur case noire a1 · Fou blanc sur case noire c1 · Dame blanche sur case blanche d1 · Roi blanc sur case noire e1 · Fou blanc sur case blanche f1 · Tour blanche sur case blanche h1 | Tour noire sur case blanche a8 · Cavalier noir sur case noire b8 · Fou noir sur case blanche c8 · Dame noire sur case noire d8 · Roi noir sur case blanche e8 · Fou noir sur case noire f8 · Tour noire sur case noire h8 · Pion noir sur case noire a7 · Pion noir sur case blanche b7 · Pion noir sur case blanche f7 · Pion noir sur case noire g7 · Pion noir sur case blanche h7 · Pion noir sur case noire d6 · Pion noir sur case blanche e6 · Cavalier noir sur case noire f6 · Cavalier blanc sur case noire d4 · Pion blanc sur case blanche e4 · Cavalier blanc sur case noire c3 · Pion blanc sur case blanche a2 · Pion blanc sur case noire b2 · Pion blanc sur case blanche c2 · Pion blanc sur case noire f2 · Pion blanc sur case blanche g2 · Pion blanc sur case noire h2 · Tour blanche sur case noire a1 · Fou blanc sur case noire c1 · Dame blanche sur case blanche d1 · Roi blanc sur case noire e1 · Fou blanc sur case blanche f1 · Tour blanche sur case blanche h1 | Tour noire sur case blanche a8 · Cavalier noir sur case noire b8 · Fou noir sur case blanche c8 · Dame noire sur case noire d8 · Roi noir sur case blanche e8 · Fou noir sur case noire f8 · Tour noire sur case noire h8 · Pion noir sur case noire a7 · Pion noir sur case blanche b7 · Pion noir sur case blanche f7 · Pion noir sur case noire g7 · Pion noir sur case blanche h7 · Pion noir sur case noire d6 · Pion noir sur case blanche e6 · Cavalier noir sur case noire f6 · Cavalier blanc sur case noire d4 · Pion blanc sur case blanche e4 · Cavalier blanc sur case noire c3 · Pion blanc sur case blanche a2 · Pion blanc sur case noire b2 · Pion blanc sur case blanche c2 · Pion blanc sur case noire f2 · Pion blanc sur case blanche g2 · Pion blanc sur case noire h2 · Tour blanche sur case noire a1 · Fou blanc sur case noire c1 · Dame blanche sur case blanche d1 · Roi blanc sur case noire e1 · Fou blanc sur case blanche f1 · Tour blanche sur case blanche h1 | Tour noire sur case blanche a8 · Cavalier noir sur case noire b8 · Fou noir sur case blanche c8 · Dame noire sur case noire d8 · Roi noir sur case blanche e8 · Fou noir sur case noire f8 · Tour noire sur case noire h8 · Pion noir sur case noire a7 · Pion noir sur case blanche b7 · Pion noir sur case blanche f7 · Pion noir sur case noire g7 · Pion noir sur case blanche h7 · Pion noir sur case noire d6 · Pion noir sur case blanche e6 · Cavalier noir sur case noire f6 · Cavalier blanc sur case noire d4 · Pion blanc sur case blanche e4 · Cavalier blanc sur case noire c3 · Pion blanc sur case blanche a2 · Pion blanc sur case noire b2 · Pion blanc sur case blanche c2 · Pion blanc sur case noire f2 · Pion blanc sur case blanche g2 · Pion blanc sur case noire h2 · Tour blanche sur case noire a1 · Fou blanc sur case noire c1 · Dame blanche sur case blanche d1 · Roi blanc sur case noire e1 · Fou blanc sur case blanche f1 · Tour blanche sur case blanche h1 | Tour noire sur case blanche a8 · Cavalier noir sur case noire b8 · Fou noir sur case blanche c8 · Dame noire sur case noire d8 · Roi noir sur case blanche e8 · Fou noir sur case noire f8 · Tour noire sur case noire h8 · Pion noir sur case noire a7 · Pion noir sur case blanche b7 · Pion noir sur case blanche f7 · Pion noir sur case noire g7 · Pion noir sur case blanche h7 · Pion noir sur case noire d6 · Pion noir sur case blanche e6 · Cavalier noir sur case noire f6 · Cavalier blanc sur case noire d4 · Pion blanc sur case blanche e4 · Cavalier blanc sur case noire c3 · Pion blanc sur case blanche a2 · Pion blanc sur case noire b2 · Pion blanc sur case blanche c2 · Pion blanc sur case noire f2 · Pion blanc sur case blanche g2 · Pion blanc sur case noire h2 · Tour blanche sur case noire a1 · Fou blanc sur case noire c1 · Dame blanche sur case blanche d1 · Roi blanc sur case noire e1 · Fou blanc sur case blanche f1 · Tour blanche sur case blanche h1 | Tour noire sur case blanche a8 · Cavalier noir sur case noire b8 · Fou noir sur case blanche c8 · Dame noire sur case noire d8 · Roi noir sur case blanche e8 · Fou noir sur case noire f8 · Tour noire sur case noire h8 · Pion noir sur case noire a7 · Pion noir sur case blanche b7 · Pion noir sur case blanche f7 · Pion noir sur case noire g7 · Pion noir sur case blanche h7 · Pion noir sur case noire d6 · Pion noir sur case blanche e6 · Cavalier noir sur case noire f6 · Cavalier blanc sur case noire d4 · Pion blanc sur case blanche e4 · Cavalier blanc sur case noire c3 · Pion blanc sur case blanche a2 · Pion blanc sur case noire b2 · Pion blanc sur case blanche c2 · Pion blanc sur case noire f2 · Pion blanc sur case blanche g2 · Pion blanc sur case noire h2 · Tour blanche sur case noire a1 · Fou blanc sur case noire c1 · Dame blanche sur case blanche d1 · Roi blanc sur case noire e1 · Fou blanc sur case blanche f1 · Tour blanche sur case blanche h1 | 5 |
| 4 | Tour noire sur case blanche a8 · Cavalier noir sur case noire b8 · Fou noir sur case blanche c8 · Dame noire sur case noire d8 · Roi noir sur case blanche e8 · Fou noir sur case noire f8 · Tour noire sur case noire h8 · Pion noir sur case noire a7 · Pion noir sur case blanche b7 · Pion noir sur case blanche f7 · Pion noir sur case noire g7 · Pion noir sur case blanche h7 · Pion noir sur case noire d6 · Pion noir sur case blanche e6 · Cavalier noir sur case noire f6 · Cavalier blanc sur case noire d4 · Pion blanc sur case blanche e4 · Cavalier blanc sur case noire c3 · Pion blanc sur case blanche a2 · Pion blanc sur case noire b2 · Pion blanc sur case blanche c2 · Pion blanc sur case noire f2 · Pion blanc sur case blanche g2 · Pion blanc sur case noire h2 · Tour blanche sur case noire a1 · Fou blanc sur case noire c1 · Dame blanche sur case blanche d1 · Roi blanc sur case noire e1 · Fou blanc sur case blanche f1 · Tour blanche sur case blanche h1 | Tour noire sur case blanche a8 · Cavalier noir sur case noire b8 · Fou noir sur case blanche c8 · Dame noire sur case noire d8 · Roi noir sur case blanche e8 · Fou noir sur case noire f8 · Tour noire sur case noire h8 · Pion noir sur case noire a7 · Pion noir sur case blanche b7 · Pion noir sur case blanche f7 · Pion noir sur case noire g7 · Pion noir sur case blanche h7 · Pion noir sur case noire d6 · Pion noir sur case blanche e6 · Cavalier noir sur case noire f6 · Cavalier blanc sur case noire d4 · Pion blanc sur case blanche e4 · Cavalier blanc sur case noire c3 · Pion blanc sur case blanche a2 · Pion blanc sur case noire b2 · Pion blanc sur case blanche c2 · Pion blanc sur case noire f2 · Pion blanc sur case blanche g2 · Pion blanc sur case noire h2 · Tour blanche sur case noire a1 · Fou blanc sur case noire c1 · Dame blanche sur case blanche d1 · Roi blanc sur case noire e1 · Fou blanc sur case blanche f1 · Tour blanche sur case blanche h1 | Tour noire sur case blanche a8 · Cavalier noir sur case noire b8 · Fou noir sur case blanche c8 · Dame noire sur case noire d8 · Roi noir sur case blanche e8 · Fou noir sur case noire f8 · Tour noire sur case noire h8 · Pion noir sur case noire a7 · Pion noir sur case blanche b7 · Pion noir sur case blanche f7 · Pion noir sur case noire g7 · Pion noir sur case blanche h7 · Pion noir sur case noire d6 · Pion noir sur case blanche e6 · Cavalier noir sur case noire f6 · Cavalier blanc sur case noire d4 · Pion blanc sur case blanche e4 · Cavalier blanc sur case noire c3 · Pion blanc sur case blanche a2 · Pion blanc sur case noire b2 · Pion blanc sur case blanche c2 · Pion blanc sur case noire f2 · Pion blanc sur case blanche g2 · Pion blanc sur case noire h2 · Tour blanche sur case noire a1 · Fou blanc sur case noire c1 · Dame blanche sur case blanche d1 · Roi blanc sur case noire e1 · Fou blanc sur case blanche f1 · Tour blanche sur case blanche h1 | Tour noire sur case blanche a8 · Cavalier noir sur case noire b8 · Fou noir sur case blanche c8 · Dame noire sur case noire d8 · Roi noir sur case blanche e8 · Fou noir sur case noire f8 · Tour noire sur case noire h8 · Pion noir sur case noire a7 · Pion noir sur case blanche b7 · Pion noir sur case blanche f7 · Pion noir sur case noire g7 · Pion noir sur case blanche h7 · Pion noir sur case noire d6 · Pion noir sur case blanche e6 · Cavalier noir sur case noire f6 · Cavalier blanc sur case noire d4 · Pion blanc sur case blanche e4 · Cavalier blanc sur case noire c3 · Pion blanc sur case blanche a2 · Pion blanc sur case noire b2 · Pion blanc sur case blanche c2 · Pion blanc sur case noire f2 · Pion blanc sur case blanche g2 · Pion blanc sur case noire h2 · Tour blanche sur case noire a1 · Fou blanc sur case noire c1 · Dame blanche sur case blanche d1 · Roi blanc sur case noire e1 · Fou blanc sur case blanche f1 · Tour blanche sur case blanche h1 | Tour noire sur case blanche a8 · Cavalier noir sur case noire b8 · Fou noir sur case blanche c8 · Dame noire sur case noire d8 · Roi noir sur case blanche e8 · Fou noir sur case noire f8 · Tour noire sur case noire h8 · Pion noir sur case noire a7 · Pion noir sur case blanche b7 · Pion noir sur case blanche f7 · Pion noir sur case noire g7 · Pion noir sur case blanche h7 · Pion noir sur case noire d6 · Pion noir sur case blanche e6 · Cavalier noir sur case noire f6 · Cavalier blanc sur case noire d4 · Pion blanc sur case blanche e4 · Cavalier blanc sur case noire c3 · Pion blanc sur case blanche a2 · Pion blanc sur case noire b2 · Pion blanc sur case blanche c2 · Pion blanc sur case noire f2 · Pion blanc sur case blanche g2 · Pion blanc sur case noire h2 · Tour blanche sur case noire a1 · Fou blanc sur case noire c1 · Dame blanche sur case blanche d1 · Roi blanc sur case noire e1 · Fou blanc sur case blanche f1 · Tour blanche sur case blanche h1 | Tour noire sur case blanche a8 · Cavalier noir sur case noire b8 · Fou noir sur case blanche c8 · Dame noire sur case noire d8 · Roi noir sur case blanche e8 · Fou noir sur case noire f8 · Tour noire sur case noire h8 · Pion noir sur case noire a7 · Pion noir sur case blanche b7 · Pion noir sur case blanche f7 · Pion noir sur case noire g7 · Pion noir sur case blanche h7 · Pion noir sur case noire d6 · Pion noir sur case blanche e6 · Cavalier noir sur case noire f6 · Cavalier blanc sur case noire d4 · Pion blanc sur case blanche e4 · Cavalier blanc sur case noire c3 · Pion blanc sur case blanche a2 · Pion blanc sur case noire b2 · Pion blanc sur case blanche c2 · Pion blanc sur case noire f2 · Pion blanc sur case blanche g2 · Pion blanc sur case noire h2 · Tour blanche sur case noire a1 · Fou blanc sur case noire c1 · Dame blanche sur case blanche d1 · Roi blanc sur case noire e1 · Fou blanc sur case blanche f1 · Tour blanche sur case blanche h1 | Tour noire sur case blanche a8 · Cavalier noir sur case noire b8 · Fou noir sur case blanche c8 · Dame noire sur case noire d8 · Roi noir sur case blanche e8 · Fou noir sur case noire f8 · Tour noire sur case noire h8 · Pion noir sur case noire a7 · Pion noir sur case blanche b7 · Pion noir sur case blanche f7 · Pion noir sur case noire g7 · Pion noir sur case blanche h7 · Pion noir sur case noire d6 · Pion noir sur case blanche e6 · Cavalier noir sur case noire f6 · Cavalier blanc sur case noire d4 · Pion blanc sur case blanche e4 · Cavalier blanc sur case noire c3 · Pion blanc sur case blanche a2 · Pion blanc sur case noire b2 · Pion blanc sur case blanche c2 · Pion blanc sur case noire f2 · Pion blanc sur case blanche g2 · Pion blanc sur case noire h2 · Tour blanche sur case noire a1 · Fou blanc sur case noire c1 · Dame blanche sur case blanche d1 · Roi blanc sur case noire e1 · Fou blanc sur case blanche f1 · Tour blanche sur case blanche h1 | Tour noire sur case blanche a8 · Cavalier noir sur case noire b8 · Fou noir sur case blanche c8 · Dame noire sur case noire d8 · Roi noir sur case blanche e8 · Fou noir sur case noire f8 · Tour noire sur case noire h8 · Pion noir sur case noire a7 · Pion noir sur case blanche b7 · Pion noir sur case blanche f7 · Pion noir sur case noire g7 · Pion noir sur case blanche h7 · Pion noir sur case noire d6 · Pion noir sur case blanche e6 · Cavalier noir sur case noire f6 · Cavalier blanc sur case noire d4 · Pion blanc sur case blanche e4 · Cavalier blanc sur case noire c3 · Pion blanc sur case blanche a2 · Pion blanc sur case noire b2 · Pion blanc sur case blanche c2 · Pion blanc sur case noire f2 · Pion blanc sur case blanche g2 · Pion blanc sur case noire h2 · Tour blanche sur case noire a1 · Fou blanc sur case noire c1 · Dame blanche sur case blanche d1 · Roi blanc sur case noire e1 · Fou blanc sur case blanche f1 · Tour blanche sur case blanche h1 | 4 |
| 3 | Tour noire sur case blanche a8 · Cavalier noir sur case noire b8 · Fou noir sur case blanche c8 · Dame noire sur case noire d8 · Roi noir sur case blanche e8 · Fou noir sur case noire f8 · Tour noire sur case noire h8 · Pion noir sur case noire a7 · Pion noir sur case blanche b7 · Pion noir sur case blanche f7 · Pion noir sur case noire g7 · Pion noir sur case blanche h7 · Pion noir sur case noire d6 · Pion noir sur case blanche e6 · Cavalier noir sur case noire f6 · Cavalier blanc sur case noire d4 · Pion blanc sur case blanche e4 · Cavalier blanc sur case noire c3 · Pion blanc sur case blanche a2 · Pion blanc sur case noire b2 · Pion blanc sur case blanche c2 · Pion blanc sur case noire f2 · Pion blanc sur case blanche g2 · Pion blanc sur case noire h2 · Tour blanche sur case noire a1 · Fou blanc sur case noire c1 · Dame blanche sur case blanche d1 · Roi blanc sur case noire e1 · Fou blanc sur case blanche f1 · Tour blanche sur case blanche h1 | Tour noire sur case blanche a8 · Cavalier noir sur case noire b8 · Fou noir sur case blanche c8 · Dame noire sur case noire d8 · Roi noir sur case blanche e8 · Fou noir sur case noire f8 · Tour noire sur case noire h8 · Pion noir sur case noire a7 · Pion noir sur case blanche b7 · Pion noir sur case blanche f7 · Pion noir sur case noire g7 · Pion noir sur case blanche h7 · Pion noir sur case noire d6 · Pion noir sur case blanche e6 · Cavalier noir sur case noire f6 · Cavalier blanc sur case noire d4 · Pion blanc sur case blanche e4 · Cavalier blanc sur case noire c3 · Pion blanc sur case blanche a2 · Pion blanc sur case noire b2 · Pion blanc sur case blanche c2 · Pion blanc sur case noire f2 · Pion blanc sur case blanche g2 · Pion blanc sur case noire h2 · Tour blanche sur case noire a1 · Fou blanc sur case noire c1 · Dame blanche sur case blanche d1 · Roi blanc sur case noire e1 · Fou blanc sur case blanche f1 · Tour blanche sur case blanche h1 | Tour noire sur case blanche a8 · Cavalier noir sur case noire b8 · Fou noir sur case blanche c8 · Dame noire sur case noire d8 · Roi noir sur case blanche e8 · Fou noir sur case noire f8 · Tour noire sur case noire h8 · Pion noir sur case noire a7 · Pion noir sur case blanche b7 · Pion noir sur case blanche f7 · Pion noir sur case noire g7 · Pion noir sur case blanche h7 · Pion noir sur case noire d6 · Pion noir sur case blanche e6 · Cavalier noir sur case noire f6 · Cavalier blanc sur case noire d4 · Pion blanc sur case blanche e4 · Cavalier blanc sur case noire c3 · Pion blanc sur case blanche a2 · Pion blanc sur case noire b2 · Pion blanc sur case blanche c2 · Pion blanc sur case noire f2 · Pion blanc sur case blanche g2 · Pion blanc sur case noire h2 · Tour blanche sur case noire a1 · Fou blanc sur case noire c1 · Dame blanche sur case blanche d1 · Roi blanc sur case noire e1 · Fou blanc sur case blanche f1 · Tour blanche sur case blanche h1 | Tour noire sur case blanche a8 · Cavalier noir sur case noire b8 · Fou noir sur case blanche c8 · Dame noire sur case noire d8 · Roi noir sur case blanche e8 · Fou noir sur case noire f8 · Tour noire sur case noire h8 · Pion noir sur case noire a7 · Pion noir sur case blanche b7 · Pion noir sur case blanche f7 · Pion noir sur case noire g7 · Pion noir sur case blanche h7 · Pion noir sur case noire d6 · Pion noir sur case blanche e6 · Cavalier noir sur case noire f6 · Cavalier blanc sur case noire d4 · Pion blanc sur case blanche e4 · Cavalier blanc sur case noire c3 · Pion blanc sur case blanche a2 · Pion blanc sur case noire b2 · Pion blanc sur case blanche c2 · Pion blanc sur case noire f2 · Pion blanc sur case blanche g2 · Pion blanc sur case noire h2 · Tour blanche sur case noire a1 · Fou blanc sur case noire c1 · Dame blanche sur case blanche d1 · Roi blanc sur case noire e1 · Fou blanc sur case blanche f1 · Tour blanche sur case blanche h1 | Tour noire sur case blanche a8 · Cavalier noir sur case noire b8 · Fou noir sur case blanche c8 · Dame noire sur case noire d8 · Roi noir sur case blanche e8 · Fou noir sur case noire f8 · Tour noire sur case noire h8 · Pion noir sur case noire a7 · Pion noir sur case blanche b7 · Pion noir sur case blanche f7 · Pion noir sur case noire g7 · Pion noir sur case blanche h7 · Pion noir sur case noire d6 · Pion noir sur case blanche e6 · Cavalier noir sur case noire f6 · Cavalier blanc sur case noire d4 · Pion blanc sur case blanche e4 · Cavalier blanc sur case noire c3 · Pion blanc sur case blanche a2 · Pion blanc sur case noire b2 · Pion blanc sur case blanche c2 · Pion blanc sur case noire f2 · Pion blanc sur case blanche g2 · Pion blanc sur case noire h2 · Tour blanche sur case noire a1 · Fou blanc sur case noire c1 · Dame blanche sur case blanche d1 · Roi blanc sur case noire e1 · Fou blanc sur case blanche f1 · Tour blanche sur case blanche h1 | Tour noire sur case blanche a8 · Cavalier noir sur case noire b8 · Fou noir sur case blanche c8 · Dame noire sur case noire d8 · Roi noir sur case blanche e8 · Fou noir sur case noire f8 · Tour noire sur case noire h8 · Pion noir sur case noire a7 · Pion noir sur case blanche b7 · Pion noir sur case blanche f7 · Pion noir sur case noire g7 · Pion noir sur case blanche h7 · Pion noir sur case noire d6 · Pion noir sur case blanche e6 · Cavalier noir sur case noire f6 · Cavalier blanc sur case noire d4 · Pion blanc sur case blanche e4 · Cavalier blanc sur case noire c3 · Pion blanc sur case blanche a2 · Pion blanc sur case noire b2 · Pion blanc sur case blanche c2 · Pion blanc sur case noire f2 · Pion blanc sur case blanche g2 · Pion blanc sur case noire h2 · Tour blanche sur case noire a1 · Fou blanc sur case noire c1 · Dame blanche sur case blanche d1 · Roi blanc sur case noire e1 · Fou blanc sur case blanche f1 · Tour blanche sur case blanche h1 | Tour noire sur case blanche a8 · Cavalier noir sur case noire b8 · Fou noir sur case blanche c8 · Dame noire sur case noire d8 · Roi noir sur case blanche e8 · Fou noir sur case noire f8 · Tour noire sur case noire h8 · Pion noir sur case noire a7 · Pion noir sur case blanche b7 · Pion noir sur case blanche f7 · Pion noir sur case noire g7 · Pion noir sur case blanche h7 · Pion noir sur case noire d6 · Pion noir sur case blanche e6 · Cavalier noir sur case noire f6 · Cavalier blanc sur case noire d4 · Pion blanc sur case blanche e4 · Cavalier blanc sur case noire c3 · Pion blanc sur case blanche a2 · Pion blanc sur case noire b2 · Pion blanc sur case blanche c2 · Pion blanc sur case noire f2 · Pion blanc sur case blanche g2 · Pion blanc sur case noire h2 · Tour blanche sur case noire a1 · Fou blanc sur case noire c1 · Dame blanche sur case blanche d1 · Roi blanc sur case noire e1 · Fou blanc sur case blanche f1 · Tour blanche sur case blanche h1 | Tour noire sur case blanche a8 · Cavalier noir sur case noire b8 · Fou noir sur case blanche c8 · Dame noire sur case noire d8 · Roi noir sur case blanche e8 · Fou noir sur case noire f8 · Tour noire sur case noire h8 · Pion noir sur case noire a7 · Pion noir sur case blanche b7 · Pion noir sur case blanche f7 · Pion noir sur case noire g7 · Pion noir sur case blanche h7 · Pion noir sur case noire d6 · Pion noir sur case blanche e6 · Cavalier noir sur case noire f6 · Cavalier blanc sur case noire d4 · Pion blanc sur case blanche e4 · Cavalier blanc sur case noire c3 · Pion blanc sur case blanche a2 · Pion blanc sur case noire b2 · Pion blanc sur case blanche c2 · Pion blanc sur case noire f2 · Pion blanc sur case blanche g2 · Pion blanc sur case noire h2 · Tour blanche sur case noire a1 · Fou blanc sur case noire c1 · Dame blanche sur case blanche d1 · Roi blanc sur case noire e1 · Fou blanc sur case blanche f1 · Tour blanche sur case blanche h1 | 3 |
| 2 | Tour noire sur case blanche a8 · Cavalier noir sur case noire b8 · Fou noir sur case blanche c8 · Dame noire sur case noire d8 · Roi noir sur case blanche e8 · Fou noir sur case noire f8 · Tour noire sur case noire h8 · Pion noir sur case noire a7 · Pion noir sur case blanche b7 · Pion noir sur case blanche f7 · Pion noir sur case noire g7 · Pion noir sur case blanche h7 · Pion noir sur case noire d6 · Pion noir sur case blanche e6 · Cavalier noir sur case noire f6 · Cavalier blanc sur case noire d4 · Pion blanc sur case blanche e4 · Cavalier blanc sur case noire c3 · Pion blanc sur case blanche a2 · Pion blanc sur case noire b2 · Pion blanc sur case blanche c2 · Pion blanc sur case noire f2 · Pion blanc sur case blanche g2 · Pion blanc sur case noire h2 · Tour blanche sur case noire a1 · Fou blanc sur case noire c1 · Dame blanche sur case blanche d1 · Roi blanc sur case noire e1 · Fou blanc sur case blanche f1 · Tour blanche sur case blanche h1 | Tour noire sur case blanche a8 · Cavalier noir sur case noire b8 · Fou noir sur case blanche c8 · Dame noire sur case noire d8 · Roi noir sur case blanche e8 · Fou noir sur case noire f8 · Tour noire sur case noire h8 · Pion noir sur case noire a7 · Pion noir sur case blanche b7 · Pion noir sur case blanche f7 · Pion noir sur case noire g7 · Pion noir sur case blanche h7 · Pion noir sur case noire d6 · Pion noir sur case blanche e6 · Cavalier noir sur case noire f6 · Cavalier blanc sur case noire d4 · Pion blanc sur case blanche e4 · Cavalier blanc sur case noire c3 · Pion blanc sur case blanche a2 · Pion blanc sur case noire b2 · Pion blanc sur case blanche c2 · Pion blanc sur case noire f2 · Pion blanc sur case blanche g2 · Pion blanc sur case noire h2 · Tour blanche sur case noire a1 · Fou blanc sur case noire c1 · Dame blanche sur case blanche d1 · Roi blanc sur case noire e1 · Fou blanc sur case blanche f1 · Tour blanche sur case blanche h1 | Tour noire sur case blanche a8 · Cavalier noir sur case noire b8 · Fou noir sur case blanche c8 · Dame noire sur case noire d8 · Roi noir sur case blanche e8 · Fou noir sur case noire f8 · Tour noire sur case noire h8 · Pion noir sur case noire a7 · Pion noir sur case blanche b7 · Pion noir sur case blanche f7 · Pion noir sur case noire g7 · Pion noir sur case blanche h7 · Pion noir sur case noire d6 · Pion noir sur case blanche e6 · Cavalier noir sur case noire f6 · Cavalier blanc sur case noire d4 · Pion blanc sur case blanche e4 · Cavalier blanc sur case noire c3 · Pion blanc sur case blanche a2 · Pion blanc sur case noire b2 · Pion blanc sur case blanche c2 · Pion blanc sur case noire f2 · Pion blanc sur case blanche g2 · Pion blanc sur case noire h2 · Tour blanche sur case noire a1 · Fou blanc sur case noire c1 · Dame blanche sur case blanche d1 · Roi blanc sur case noire e1 · Fou blanc sur case blanche f1 · Tour blanche sur case blanche h1 | Tour noire sur case blanche a8 · Cavalier noir sur case noire b8 · Fou noir sur case blanche c8 · Dame noire sur case noire d8 · Roi noir sur case blanche e8 · Fou noir sur case noire f8 · Tour noire sur case noire h8 · Pion noir sur case noire a7 · Pion noir sur case blanche b7 · Pion noir sur case blanche f7 · Pion noir sur case noire g7 · Pion noir sur case blanche h7 · Pion noir sur case noire d6 · Pion noir sur case blanche e6 · Cavalier noir sur case noire f6 · Cavalier blanc sur case noire d4 · Pion blanc sur case blanche e4 · Cavalier blanc sur case noire c3 · Pion blanc sur case blanche a2 · Pion blanc sur case noire b2 · Pion blanc sur case blanche c2 · Pion blanc sur case noire f2 · Pion blanc sur case blanche g2 · Pion blanc sur case noire h2 · Tour blanche sur case noire a1 · Fou blanc sur case noire c1 · Dame blanche sur case blanche d1 · Roi blanc sur case noire e1 · Fou blanc sur case blanche f1 · Tour blanche sur case blanche h1 | Tour noire sur case blanche a8 · Cavalier noir sur case noire b8 · Fou noir sur case blanche c8 · Dame noire sur case noire d8 · Roi noir sur case blanche e8 · Fou noir sur case noire f8 · Tour noire sur case noire h8 · Pion noir sur case noire a7 · Pion noir sur case blanche b7 · Pion noir sur case blanche f7 · Pion noir sur case noire g7 · Pion noir sur case blanche h7 · Pion noir sur case noire d6 · Pion noir sur case blanche e6 · Cavalier noir sur case noire f6 · Cavalier blanc sur case noire d4 · Pion blanc sur case blanche e4 · Cavalier blanc sur case noire c3 · Pion blanc sur case blanche a2 · Pion blanc sur case noire b2 · Pion blanc sur case blanche c2 · Pion blanc sur case noire f2 · Pion blanc sur case blanche g2 · Pion blanc sur case noire h2 · Tour blanche sur case noire a1 · Fou blanc sur case noire c1 · Dame blanche sur case blanche d1 · Roi blanc sur case noire e1 · Fou blanc sur case blanche f1 · Tour blanche sur case blanche h1 | Tour noire sur case blanche a8 · Cavalier noir sur case noire b8 · Fou noir sur case blanche c8 · Dame noire sur case noire d8 · Roi noir sur case blanche e8 · Fou noir sur case noire f8 · Tour noire sur case noire h8 · Pion noir sur case noire a7 · Pion noir sur case blanche b7 · Pion noir sur case blanche f7 · Pion noir sur case noire g7 · Pion noir sur case blanche h7 · Pion noir sur case noire d6 · Pion noir sur case blanche e6 · Cavalier noir sur case noire f6 · Cavalier blanc sur case noire d4 · Pion blanc sur case blanche e4 · Cavalier blanc sur case noire c3 · Pion blanc sur case blanche a2 · Pion blanc sur case noire b2 · Pion blanc sur case blanche c2 · Pion blanc sur case noire f2 · Pion blanc sur case blanche g2 · Pion blanc sur case noire h2 · Tour blanche sur case noire a1 · Fou blanc sur case noire c1 · Dame blanche sur case blanche d1 · Roi blanc sur case noire e1 · Fou blanc sur case blanche f1 · Tour blanche sur case blanche h1 | Tour noire sur case blanche a8 · Cavalier noir sur case noire b8 · Fou noir sur case blanche c8 · Dame noire sur case noire d8 · Roi noir sur case blanche e8 · Fou noir sur case noire f8 · Tour noire sur case noire h8 · Pion noir sur case noire a7 · Pion noir sur case blanche b7 · Pion noir sur case blanche f7 · Pion noir sur case noire g7 · Pion noir sur case blanche h7 · Pion noir sur case noire d6 · Pion noir sur case blanche e6 · Cavalier noir sur case noire f6 · Cavalier blanc sur case noire d4 · Pion blanc sur case blanche e4 · Cavalier blanc sur case noire c3 · Pion blanc sur case blanche a2 · Pion blanc sur case noire b2 · Pion blanc sur case blanche c2 · Pion blanc sur case noire f2 · Pion blanc sur case blanche g2 · Pion blanc sur case noire h2 · Tour blanche sur case noire a1 · Fou blanc sur case noire c1 · Dame blanche sur case blanche d1 · Roi blanc sur case noire e1 · Fou blanc sur case blanche f1 · Tour blanche sur case blanche h1 | Tour noire sur case blanche a8 · Cavalier noir sur case noire b8 · Fou noir sur case blanche c8 · Dame noire sur case noire d8 · Roi noir sur case blanche e8 · Fou noir sur case noire f8 · Tour noire sur case noire h8 · Pion noir sur case noire a7 · Pion noir sur case blanche b7 · Pion noir sur case blanche f7 · Pion noir sur case noire g7 · Pion noir sur case blanche h7 · Pion noir sur case noire d6 · Pion noir sur case blanche e6 · Cavalier noir sur case noire f6 · Cavalier blanc sur case noire d4 · Pion blanc sur case blanche e4 · Cavalier blanc sur case noire c3 · Pion blanc sur case blanche a2 · Pion blanc sur case noire b2 · Pion blanc sur case blanche c2 · Pion blanc sur case noire f2 · Pion blanc sur case blanche g2 · Pion blanc sur case noire h2 · Tour blanche sur case noire a1 · Fou blanc sur case noire c1 · Dame blanche sur case blanche d1 · Roi blanc sur case noire e1 · Fou blanc sur case blanche f1 · Tour blanche sur case blanche h1 | 2 |
| 1 | Tour noire sur case blanche a8 · Cavalier noir sur case noire b8 · Fou noir sur case blanche c8 · Dame noire sur case noire d8 · Roi noir sur case blanche e8 · Fou noir sur case noire f8 · Tour noire sur case noire h8 · Pion noir sur case noire a7 · Pion noir sur case blanche b7 · Pion noir sur case blanche f7 · Pion noir sur case noire g7 · Pion noir sur case blanche h7 · Pion noir sur case noire d6 · Pion noir sur case blanche e6 · Cavalier noir sur case noire f6 · Cavalier blanc sur case noire d4 · Pion blanc sur case blanche e4 · Cavalier blanc sur case noire c3 · Pion blanc sur case blanche a2 · Pion blanc sur case noire b2 · Pion blanc sur case blanche c2 · Pion blanc sur case noire f2 · Pion blanc sur case blanche g2 · Pion blanc sur case noire h2 · Tour blanche sur case noire a1 · Fou blanc sur case noire c1 · Dame blanche sur case blanche d1 · Roi blanc sur case noire e1 · Fou blanc sur case blanche f1 · Tour blanche sur case blanche h1 | Tour noire sur case blanche a8 · Cavalier noir sur case noire b8 · Fou noir sur case blanche c8 · Dame noire sur case noire d8 · Roi noir sur case blanche e8 · Fou noir sur case noire f8 · Tour noire sur case noire h8 · Pion noir sur case noire a7 · Pion noir sur case blanche b7 · Pion noir sur case blanche f7 · Pion noir sur case noire g7 · Pion noir sur case blanche h7 · Pion noir sur case noire d6 · Pion noir sur case blanche e6 · Cavalier noir sur case noire f6 · Cavalier blanc sur case noire d4 · Pion blanc sur case blanche e4 · Cavalier blanc sur case noire c3 · Pion blanc sur case blanche a2 · Pion blanc sur case noire b2 · Pion blanc sur case blanche c2 · Pion blanc sur case noire f2 · Pion blanc sur case blanche g2 · Pion blanc sur case noire h2 · Tour blanche sur case noire a1 · Fou blanc sur case noire c1 · Dame blanche sur case blanche d1 · Roi blanc sur case noire e1 · Fou blanc sur case blanche f1 · Tour blanche sur case blanche h1 | Tour noire sur case blanche a8 · Cavalier noir sur case noire b8 · Fou noir sur case blanche c8 · Dame noire sur case noire d8 · Roi noir sur case blanche e8 · Fou noir sur case noire f8 · Tour noire sur case noire h8 · Pion noir sur case noire a7 · Pion noir sur case blanche b7 · Pion noir sur case blanche f7 · Pion noir sur case noire g7 · Pion noir sur case blanche h7 · Pion noir sur case noire d6 · Pion noir sur case blanche e6 · Cavalier noir sur case noire f6 · Cavalier blanc sur case noire d4 · Pion blanc sur case blanche e4 · Cavalier blanc sur case noire c3 · Pion blanc sur case blanche a2 · Pion blanc sur case noire b2 · Pion blanc sur case blanche c2 · Pion blanc sur case noire f2 · Pion blanc sur case blanche g2 · Pion blanc sur case noire h2 · Tour blanche sur case noire a1 · Fou blanc sur case noire c1 · Dame blanche sur case blanche d1 · Roi blanc sur case noire e1 · Fou blanc sur case blanche f1 · Tour blanche sur case blanche h1 | Tour noire sur case blanche a8 · Cavalier noir sur case noire b8 · Fou noir sur case blanche c8 · Dame noire sur case noire d8 · Roi noir sur case blanche e8 · Fou noir sur case noire f8 · Tour noire sur case noire h8 · Pion noir sur case noire a7 · Pion noir sur case blanche b7 · Pion noir sur case blanche f7 · Pion noir sur case noire g7 · Pion noir sur case blanche h7 · Pion noir sur case noire d6 · Pion noir sur case blanche e6 · Cavalier noir sur case noire f6 · Cavalier blanc sur case noire d4 · Pion blanc sur case blanche e4 · Cavalier blanc sur case noire c3 · Pion blanc sur case blanche a2 · Pion blanc sur case noire b2 · Pion blanc sur case blanche c2 · Pion blanc sur case noire f2 · Pion blanc sur case blanche g2 · Pion blanc sur case noire h2 · Tour blanche sur case noire a1 · Fou blanc sur case noire c1 · Dame blanche sur case blanche d1 · Roi blanc sur case noire e1 · Fou blanc sur case blanche f1 · Tour blanche sur case blanche h1 | Tour noire sur case blanche a8 · Cavalier noir sur case noire b8 · Fou noir sur case blanche c8 · Dame noire sur case noire d8 · Roi noir sur case blanche e8 · Fou noir sur case noire f8 · Tour noire sur case noire h8 · Pion noir sur case noire a7 · Pion noir sur case blanche b7 · Pion noir sur case blanche f7 · Pion noir sur case noire g7 · Pion noir sur case blanche h7 · Pion noir sur case noire d6 · Pion noir sur case blanche e6 · Cavalier noir sur case noire f6 · Cavalier blanc sur case noire d4 · Pion blanc sur case blanche e4 · Cavalier blanc sur case noire c3 · Pion blanc sur case blanche a2 · Pion blanc sur case noire b2 · Pion blanc sur case blanche c2 · Pion blanc sur case noire f2 · Pion blanc sur case blanche g2 · Pion blanc sur case noire h2 · Tour blanche sur case noire a1 · Fou blanc sur case noire c1 · Dame blanche sur case blanche d1 · Roi blanc sur case noire e1 · Fou blanc sur case blanche f1 · Tour blanche sur case blanche h1 | Tour noire sur case blanche a8 · Cavalier noir sur case noire b8 · Fou noir sur case blanche c8 · Dame noire sur case noire d8 · Roi noir sur case blanche e8 · Fou noir sur case noire f8 · Tour noire sur case noire h8 · Pion noir sur case noire a7 · Pion noir sur case blanche b7 · Pion noir sur case blanche f7 · Pion noir sur case noire g7 · Pion noir sur case blanche h7 · Pion noir sur case noire d6 · Pion noir sur case blanche e6 · Cavalier noir sur case noire f6 · Cavalier blanc sur case noire d4 · Pion blanc sur case blanche e4 · Cavalier blanc sur case noire c3 · Pion blanc sur case blanche a2 · Pion blanc sur case noire b2 · Pion blanc sur case blanche c2 · Pion blanc sur case noire f2 · Pion blanc sur case blanche g2 · Pion blanc sur case noire h2 · Tour blanche sur case noire a1 · Fou blanc sur case noire c1 · Dame blanche sur case blanche d1 · Roi blanc sur case noire e1 · Fou blanc sur case blanche f1 · Tour blanche sur case blanche h1 | Tour noire sur case blanche a8 · Cavalier noir sur case noire b8 · Fou noir sur case blanche c8 · Dame noire sur case noire d8 · Roi noir sur case blanche e8 · Fou noir sur case noire f8 · Tour noire sur case noire h8 · Pion noir sur case noire a7 · Pion noir sur case blanche b7 · Pion noir sur case blanche f7 · Pion noir sur case noire g7 · Pion noir sur case blanche h7 · Pion noir sur case noire d6 · Pion noir sur case blanche e6 · Cavalier noir sur case noire f6 · Cavalier blanc sur case noire d4 · Pion blanc sur case blanche e4 · Cavalier blanc sur case noire c3 · Pion blanc sur case blanche a2 · Pion blanc sur case noire b2 · Pion blanc sur case blanche c2 · Pion blanc sur case noire f2 · Pion blanc sur case blanche g2 · Pion blanc sur case noire h2 · Tour blanche sur case noire a1 · Fou blanc sur case noire c1 · Dame blanche sur case blanche d1 · Roi blanc sur case noire e1 · Fou blanc sur case blanche f1 · Tour blanche sur case blanche h1 | Tour noire sur case blanche a8 · Cavalier noir sur case noire b8 · Fou noir sur case blanche c8 · Dame noire sur case noire d8 · Roi noir sur case blanche e8 · Fou noir sur case noire f8 · Tour noire sur case noire h8 · Pion noir sur case noire a7 · Pion noir sur case blanche b7 · Pion noir sur case blanche f7 · Pion noir sur case noire g7 · Pion noir sur case blanche h7 · Pion noir sur case noire d6 · Pion noir sur case blanche e6 · Cavalier noir sur case noire f6 · Cavalier blanc sur case noire d4 · Pion blanc sur case blanche e4 · Cavalier blanc sur case noire c3 · Pion blanc sur case blanche a2 · Pion blanc sur case noire b2 · Pion blanc sur case blanche c2 · Pion blanc sur case noire f2 · Pion blanc sur case blanche g2 · Pion blanc sur case noire h2 · Tour blanche sur case noire a1 · Fou blanc sur case noire c1 · Dame blanche sur case blanche d1 · Roi blanc sur case noire e1 · Fou blanc sur case blanche f1 · Tour blanche sur case blanche h1 | 1 |
|   | a | b | c | d | e | f | g | h |   |

Parmi les ouvertures d’échecs, la variante de Scheveningue de la  défense sicilienne est l’une des siciliennes ouvertes les plus ambitieuses. Elle est devenue notoire à la suite de la partie Géza Maróczy – Max Euwe du tournoi organisé à Schéveningue en 1923. Ayant été jouée par Garry Kasparov contre de très forts grands maîtres, cette ouverture permet une large créativité. 
Le diagramme montre la position de base obtenue après 1.e4 c5 2.Cf3 d6 (ou 2...e6, qui évite 3. Fb5+) 3.d4 cxd4 4.Cxd4 Cf6 5.Cc3 e6 (alternativement 5...d6). Les pions  centraux d6 et e6 offrent aux Noirs le contrôle des cases critiques d5 et e5, et permettent avec souplesse des possibilités de rupture au centre par les coups ...e6-e5 ou...d6-d5.

## Attaque Keres
Les Blancs ont différents schémas d’attaque à leur disposition, mais celui qui est considéré comme le plus dangereux est l’attaque Keres (du nom du grand maître estonien Paul Keres) qui débute par 6.g4. Ce coup profite du fait qu’après 5...e6, le fou de cases blanches des Noirs ne contrôle plus g4. Le coup 6. g4 prépare une attaque sur le cavalier f6, la seule pièce noire développée. Ce cavalier sera forcé de rebrousser chemin, condamnant les noirs à la passivité. Habituellement, les noirs continuent avec 6...h6, puis la partie peut se poursuivre par 7.g5 hxg5 8.Fxg5 Cc6 9.Dd2 Db6 10.Cb3 a6 11.0-0-0 Fd7 12.h4 donnant aux Blancs une position légèrement supérieure, où statistiquement ils obtiennent de bons résultats. Pour cette raison, la variante moderne 6...e5 est devenue assez jouée. 
Les coups suivants peuvent être 7.Cf5 h5 (les Noirs essaient d'éliminer la base blanche à f5) 8.g5 Cxe4! 9.Cxg7+ (le Cf5 n'est plus protégé) Fxg7 10.Cxe4 d5, avec un jeu très complexe. À considérer la ligne proposée par le grand maître allemand Arkadij Naiditsch 8.Fg5, un sacrifice de pion aigu : 8...hxg4 9.Cd5! Fxf5 10.Fxf6 gxf6 11.exf5, avec de bonnes compensations pour les blancs. Les Noirs ont un pion de plus, mais inutile. Les Blancs, par contre, exercent une forte pression sur les cases blanches grâce à leur cavalier en d5, qui est en outre inexpugnable. Comme les possibilités d'attaques blanches dans cette dernière variante demeurent supérieures, beaucoup d’avocats de la variante de Scheveningue ont tendance à débuter par la variante Najdorf (5...a6) pour transposer ensuite dans la Scheveningue par 6...e6. Ceci, cependant, donne d’autres options aux Blancs.

## Variante classique
Une autre variante populaire est la Scheveningue classique, qui commence par 6.Fe2. Utilisée efficacement par Anatoli Karpov contre de très forts grands maîtres, cette approche positionnelle a eu beaucoup de partisans. La ligne principale continue par 6...a6 7.0-0 Fe7 8.Fe3 0-0 9.f4 Cc6 10.a4 Dc7 11.Rh1 (l’ordre des coups n’est pas très important). Le plan des Blancs est de monter une attaque à l’aile roi, typiquement par les coups Fe2-f3, g2-g4, Dd1-e1-h4, etc. Les Noirs opèrent une diversion à l’aile dame via la colonne c semi-ouverte, ou bien contre-attaquent au centre. Des sacrifices de pions positionnels sont usuels des deux côtés. La théorie de la Scheveningue est très développée, grâce notamment aux recherches de notamment Viswanathan Anand, Veselin Topalov et Boris Guelfand.

## Attaque anglaise
L’approche moderne, appelée aussi attaque anglaise, est inspirée de l’attaque yougoslave (Rauzer) de la variante du dragon. Les Blancs lancent une attaque de pions à l’aile roi avec f2-f3, g2-g4, h2-h4, et souvent g4-g5. Les Blancs font le grand roque, et un jeu aigu en découle. Les Noirs doivent répondre par des menaces. La ligne principale continue par 6.Fe3 a6 7.f3 b5 8.g4 h6 9.Dd2 Cbd7 10.0-0-0 Fb7. Le plan des Blancs est de forcer la position par g4-g5 et d’ouvrir l’aile roi à leur avantage. Ils exercent aussi une pression considérable sur la colonne d. Les Noirs sacrifient souvent une qualité ou un pion afin d'ouvrir une colonne pour leurs pièces lourdes sur l’aile dame. Le temps est le facteur le plus important dans l'attaque anglaise, et de nouvelles idées sont découvertes chaque année. Beaucoup de joueurs d’élite, comme Aleksandr Morozevitch, Péter Lékó, et Alexeï Chirov, ont étudié cette suite critique.

## Autres variantes
Les Blancs ont aussi à leur disposition la possibilité de jouer des variantes donnant un avantage minime, comme 6.f4 ou 6.g3, mais ces coups sont plus rares.
La variante Scheveningue présente l'avantage pour les Noirs (par rapport à la plupart des autres variantes de la défense sicilienne) d’avoir un pion de plus au centre, et une structure de pions plus compacte. Elle a été en première ligne des tournois modernes, et sa complexité fait qu'elle n'a pas encore été explorée exhaustivement.

## Exemples de parties
- À partir de la partie suivante, on a commencé à parler d'une variante de Scheveningue :

Géza Maróczy-Max Euwe, Schéveningue (Pays-Bas), 1923
1. e4 c5 2. Cf3 Cc6 3. d4 cxd4 4. Cxd4 Cf6 5. Cc3 d6 6. Fe2 e6 7. O-O Fe7 8. Rh1 O-O 9. f4 Dc7 10. Cb3! a6 11. a4! b6 12. Ff3 Fb7 13. Fe3 Cb4? 14. De2 d5 15. e5 Ce4 16. Fxe4 dxe4 17. Df2 b5 18. axb5 axb5 19. Cd4 Fc6 20. Dg3! Txa1 21. Txa1 Tb8 22. f5 exf5 23. Cxf5 Ff8 24. Ff4 Ta8 25. Tc1 g6 26. e6 Db7 27. e7 Fg7 28. Cxg7 Rxg7 29. Dh4 f6 30. Dh6+ Rg8 31. Fd6  1-0 (il suit: 31...Dc8 32. Fxb4). 
- La partie qui suit est un des rares exemples d’attaque Kérès au plus haut niveau (Classement Elo supérieur à 2600 pour les deux joueurs), les Noirs ayant tendance à éviter cette attaque, en transposant par exemple dans la variante Scheveningue à partir de la variante Najdorf :

Jan Timman-Valeri Salov, Mémorial Euwe, Amsterdam (Pays-Bas), 1989
1. e4 c5 2. Cf3 d6 3. d4 cxd4 4. Cxd4 Cf6 5. Cc3 e6 6. g4 h6 7. g5 hxg5 8. Fxg5 Cc6 9. Dd2 Db6 10. Cb3 a6 11. O-O-O Fd7 12. h4 Tc8 13. Th3 Dc7 14. f4 b5 15. Fg2 b4 16. Ce2 e5 17. Te3 Fe6 18. Rb1 a5 19. Cbc1 a4 20. b3 Ch7 21. f5 Fd7 22. Tg3 Cf6 23. Cd3 Tb8 24. Ff3 Db7 25. h5 Ca7 26. h6 Txh6 27. Fxh6 gxh6 28. Cf2 Cb5 29. Cg4 Cxg4 30. Txg4 axb3 31. cxb3 Fxf5 32. exf5 Dxf3 33. Tg3 Dxf5+ 34. Ra1 e4 35. Dxb4 De5+ 36. Rb1 f5 37. a4 d5 38. Tg8 Rf7 39. Txf8+ Txf8 40. Dxb5 Tb8 41. Dd7+ Rf6 42. Cd4 e3 43. Tg1 De4+ 44. Ra2 Re5 45. Dg7+ Rd6 46. Df6+ 1-0.
- La première partie du Match de Championnat du monde de 1984 entre Anatoli Karpov et Garry Kasparov fut une attaque Kérès.  Dans toutes ses parties ultérieures avec les Noirs contre Anatoli Karpov, Garry Kasparov a toujours évité l'attaque Kéres en adoptant un autre ordre de coups.

Anatoli Karpov-Garry Kasparov, Moscou, 1984, 1re partie
1. e4 c5 2. Cf3 e6 3. d4 cxd4 4. Cxd4 Cf6 5. Cc3 d6 6. g4 h6 (plutôt que 6...Cc6 ou 6...a6) 7. h4 Cc6 8. Tg1 h5!? (Boris Spassky avait joué 8...d5 à Tilbourg en 1980, et Karpov avait répliqué par 9. Fb5 Fd7 10. exd5 Cxd5 11. Cxd5 exd5 12. Fe3 !?) 9. gxh5 Cxh5 10. Fg5 Cf6 (plutôt que l'immédiat 10...Db6) 11. Dd2 Db6 12. Cb3 Fd7 13. 0-0-0 a6 14. Tg3 Dc7 15. Fg2 Fe7 16. f4 0-0-0 17. Df2 Rb8 18. f5 Ce5 19. Fh3 Cc4 20. Cd2 Cxd2 21. Txd2 Tc8 22. fxe6 Fxe6 23. Fxe6 fxe6 24. Dg1 Da5 25. Dd4 Dc5 26. Dd3 Dc4 27. De3 Ra8 28. a3 Dc6 29. e5 dxe5 30. Dxe5 Thd8 31. Tgd3 Txd3 32. Txd3 Dh1+  33. Cd1 Dg2  34. Td2 Dc6 35. Te2 Fd6 36. Dc3 Dd7  1/2-1/2.
- Voici un expert de la variante classique (Anatoli Karpov) dans ses œuvres[4] :

Anatoli Karpov-Boris Spassky, Match des Candidats au titre mondial, Leningrad (Russie), 1974
1. e4 c5 2. Cf3 e6 3. d4 cxd4 4. Cxd4 Cf6 5. Cc3 d6 6. Fe2 Fe7 7. O-O O-O 8. f4 Cc6 9. Fe3 Fd7 10. Cb3 a5 11. a4 Cb4 12. Ff3 Fc6 13. Cd4 g6 14. Tf2 e5 15. Cxc6 bxc6 16. fxe5 dxe5 17. Df1 Dc8 18. h3 Cd7 19. Fg4 h5 20. Fxd7 Dxd7 21. Dc4 Fh4 22. Td2 De7 23. Tf1 Tfd8 24. Cb1 Db7 25. Rh2 Rg7 26. c3 Ca6 27. Te2 Tf8 28. Cd2 Fd8 29. Cf3 f6 30. Td2 Fe7 31. De6 Tad8 32. Txd8 Fxd8 33. Td1 Cb8 34. Fc5 Th8 35. Txd8  1-0 (il peut suivre : 35...Txd8 36. Fe7 Tf8 37. Fxf8+ Rxf8 38. Dxf6+ Re8 39. Cxe5 De7 40. Dxg6+ Rd8 41. Dxh5).
|   | a | b | c | d | e | f | g | h |   |
| 8 | Tour noire sur case blanche c8 · Tour noire sur case blanche e8 · Roi noir sur case blanche g8 · Fou noir sur case blanche b7 · Dame noire sur case noire c7 · Cavalier noir sur case blanche d7 · Pion noir sur case blanche f7 · Fou noir sur case noire g7 · Pion noir sur case blanche h7 · Pion noir sur case blanche a6 · Pion noir sur case noire b6 · Pion noir sur case noire d6 · Pion noir sur case blanche e6 · Pion noir sur case blanche g6 · Pion blanc sur case noire g5 · Pion blanc sur case blanche a4 · Cavalier noir sur case noire b4 · Pion blanc sur case blanche e4 · Pion blanc sur case noire f4 · Cavalier blanc sur case blanche b3 · Cavalier blanc sur case noire c3 · Tour blanche sur case blanche h3 · Pion blanc sur case noire b2 · Pion blanc sur case blanche c2 · Dame blanche sur case noire f2 · Fou blanc sur case blanche g2 · Pion blanc sur case noire h2 · Fou blanc sur case noire c1 · Tour blanche sur case blanche f1 · Roi blanc sur case blanche h1 | Tour noire sur case blanche c8 · Tour noire sur case blanche e8 · Roi noir sur case blanche g8 · Fou noir sur case blanche b7 · Dame noire sur case noire c7 · Cavalier noir sur case blanche d7 · Pion noir sur case blanche f7 · Fou noir sur case noire g7 · Pion noir sur case blanche h7 · Pion noir sur case blanche a6 · Pion noir sur case noire b6 · Pion noir sur case noire d6 · Pion noir sur case blanche e6 · Pion noir sur case blanche g6 · Pion blanc sur case noire g5 · Pion blanc sur case blanche a4 · Cavalier noir sur case noire b4 · Pion blanc sur case blanche e4 · Pion blanc sur case noire f4 · Cavalier blanc sur case blanche b3 · Cavalier blanc sur case noire c3 · Tour blanche sur case blanche h3 · Pion blanc sur case noire b2 · Pion blanc sur case blanche c2 · Dame blanche sur case noire f2 · Fou blanc sur case blanche g2 · Pion blanc sur case noire h2 · Fou blanc sur case noire c1 · Tour blanche sur case blanche f1 · Roi blanc sur case blanche h1 | Tour noire sur case blanche c8 · Tour noire sur case blanche e8 · Roi noir sur case blanche g8 · Fou noir sur case blanche b7 · Dame noire sur case noire c7 · Cavalier noir sur case blanche d7 · Pion noir sur case blanche f7 · Fou noir sur case noire g7 · Pion noir sur case blanche h7 · Pion noir sur case blanche a6 · Pion noir sur case noire b6 · Pion noir sur case noire d6 · Pion noir sur case blanche e6 · Pion noir sur case blanche g6 · Pion blanc sur case noire g5 · Pion blanc sur case blanche a4 · Cavalier noir sur case noire b4 · Pion blanc sur case blanche e4 · Pion blanc sur case noire f4 · Cavalier blanc sur case blanche b3 · Cavalier blanc sur case noire c3 · Tour blanche sur case blanche h3 · Pion blanc sur case noire b2 · Pion blanc sur case blanche c2 · Dame blanche sur case noire f2 · Fou blanc sur case blanche g2 · Pion blanc sur case noire h2 · Fou blanc sur case noire c1 · Tour blanche sur case blanche f1 · Roi blanc sur case blanche h1 | Tour noire sur case blanche c8 · Tour noire sur case blanche e8 · Roi noir sur case blanche g8 · Fou noir sur case blanche b7 · Dame noire sur case noire c7 · Cavalier noir sur case blanche d7 · Pion noir sur case blanche f7 · Fou noir sur case noire g7 · Pion noir sur case blanche h7 · Pion noir sur case blanche a6 · Pion noir sur case noire b6 · Pion noir sur case noire d6 · Pion noir sur case blanche e6 · Pion noir sur case blanche g6 · Pion blanc sur case noire g5 · Pion blanc sur case blanche a4 · Cavalier noir sur case noire b4 · Pion blanc sur case blanche e4 · Pion blanc sur case noire f4 · Cavalier blanc sur case blanche b3 · Cavalier blanc sur case noire c3 · Tour blanche sur case blanche h3 · Pion blanc sur case noire b2 · Pion blanc sur case blanche c2 · Dame blanche sur case noire f2 · Fou blanc sur case blanche g2 · Pion blanc sur case noire h2 · Fou blanc sur case noire c1 · Tour blanche sur case blanche f1 · Roi blanc sur case blanche h1 | Tour noire sur case blanche c8 · Tour noire sur case blanche e8 · Roi noir sur case blanche g8 · Fou noir sur case blanche b7 · Dame noire sur case noire c7 · Cavalier noir sur case blanche d7 · Pion noir sur case blanche f7 · Fou noir sur case noire g7 · Pion noir sur case blanche h7 · Pion noir sur case blanche a6 · Pion noir sur case noire b6 · Pion noir sur case noire d6 · Pion noir sur case blanche e6 · Pion noir sur case blanche g6 · Pion blanc sur case noire g5 · Pion blanc sur case blanche a4 · Cavalier noir sur case noire b4 · Pion blanc sur case blanche e4 · Pion blanc sur case noire f4 · Cavalier blanc sur case blanche b3 · Cavalier blanc sur case noire c3 · Tour blanche sur case blanche h3 · Pion blanc sur case noire b2 · Pion blanc sur case blanche c2 · Dame blanche sur case noire f2 · Fou blanc sur case blanche g2 · Pion blanc sur case noire h2 · Fou blanc sur case noire c1 · Tour blanche sur case blanche f1 · Roi blanc sur case blanche h1 | Tour noire sur case blanche c8 · Tour noire sur case blanche e8 · Roi noir sur case blanche g8 · Fou noir sur case blanche b7 · Dame noire sur case noire c7 · Cavalier noir sur case blanche d7 · Pion noir sur case blanche f7 · Fou noir sur case noire g7 · Pion noir sur case blanche h7 · Pion noir sur case blanche a6 · Pion noir sur case noire b6 · Pion noir sur case noire d6 · Pion noir sur case blanche e6 · Pion noir sur case blanche g6 · Pion blanc sur case noire g5 · Pion blanc sur case blanche a4 · Cavalier noir sur case noire b4 · Pion blanc sur case blanche e4 · Pion blanc sur case noire f4 · Cavalier blanc sur case blanche b3 · Cavalier blanc sur case noire c3 · Tour blanche sur case blanche h3 · Pion blanc sur case noire b2 · Pion blanc sur case blanche c2 · Dame blanche sur case noire f2 · Fou blanc sur case blanche g2 · Pion blanc sur case noire h2 · Fou blanc sur case noire c1 · Tour blanche sur case blanche f1 · Roi blanc sur case blanche h1 | Tour noire sur case blanche c8 · Tour noire sur case blanche e8 · Roi noir sur case blanche g8 · Fou noir sur case blanche b7 · Dame noire sur case noire c7 · Cavalier noir sur case blanche d7 · Pion noir sur case blanche f7 · Fou noir sur case noire g7 · Pion noir sur case blanche h7 · Pion noir sur case blanche a6 · Pion noir sur case noire b6 · Pion noir sur case noire d6 · Pion noir sur case blanche e6 · Pion noir sur case blanche g6 · Pion blanc sur case noire g5 · Pion blanc sur case blanche a4 · Cavalier noir sur case noire b4 · Pion blanc sur case blanche e4 · Pion blanc sur case noire f4 · Cavalier blanc sur case blanche b3 · Cavalier blanc sur case noire c3 · Tour blanche sur case blanche h3 · Pion blanc sur case noire b2 · Pion blanc sur case blanche c2 · Dame blanche sur case noire f2 · Fou blanc sur case blanche g2 · Pion blanc sur case noire h2 · Fou blanc sur case noire c1 · Tour blanche sur case blanche f1 · Roi blanc sur case blanche h1 | Tour noire sur case blanche c8 · Tour noire sur case blanche e8 · Roi noir sur case blanche g8 · Fou noir sur case blanche b7 · Dame noire sur case noire c7 · Cavalier noir sur case blanche d7 · Pion noir sur case blanche f7 · Fou noir sur case noire g7 · Pion noir sur case blanche h7 · Pion noir sur case blanche a6 · Pion noir sur case noire b6 · Pion noir sur case noire d6 · Pion noir sur case blanche e6 · Pion noir sur case blanche g6 · Pion blanc sur case noire g5 · Pion blanc sur case blanche a4 · Cavalier noir sur case noire b4 · Pion blanc sur case blanche e4 · Pion blanc sur case noire f4 · Cavalier blanc sur case blanche b3 · Cavalier blanc sur case noire c3 · Tour blanche sur case blanche h3 · Pion blanc sur case noire b2 · Pion blanc sur case blanche c2 · Dame blanche sur case noire f2 · Fou blanc sur case blanche g2 · Pion blanc sur case noire h2 · Fou blanc sur case noire c1 · Tour blanche sur case blanche f1 · Roi blanc sur case blanche h1 | 8 |
| 7 | Tour noire sur case blanche c8 · Tour noire sur case blanche e8 · Roi noir sur case blanche g8 · Fou noir sur case blanche b7 · Dame noire sur case noire c7 · Cavalier noir sur case blanche d7 · Pion noir sur case blanche f7 · Fou noir sur case noire g7 · Pion noir sur case blanche h7 · Pion noir sur case blanche a6 · Pion noir sur case noire b6 · Pion noir sur case noire d6 · Pion noir sur case blanche e6 · Pion noir sur case blanche g6 · Pion blanc sur case noire g5 · Pion blanc sur case blanche a4 · Cavalier noir sur case noire b4 · Pion blanc sur case blanche e4 · Pion blanc sur case noire f4 · Cavalier blanc sur case blanche b3 · Cavalier blanc sur case noire c3 · Tour blanche sur case blanche h3 · Pion blanc sur case noire b2 · Pion blanc sur case blanche c2 · Dame blanche sur case noire f2 · Fou blanc sur case blanche g2 · Pion blanc sur case noire h2 · Fou blanc sur case noire c1 · Tour blanche sur case blanche f1 · Roi blanc sur case blanche h1 | Tour noire sur case blanche c8 · Tour noire sur case blanche e8 · Roi noir sur case blanche g8 · Fou noir sur case blanche b7 · Dame noire sur case noire c7 · Cavalier noir sur case blanche d7 · Pion noir sur case blanche f7 · Fou noir sur case noire g7 · Pion noir sur case blanche h7 · Pion noir sur case blanche a6 · Pion noir sur case noire b6 · Pion noir sur case noire d6 · Pion noir sur case blanche e6 · Pion noir sur case blanche g6 · Pion blanc sur case noire g5 · Pion blanc sur case blanche a4 · Cavalier noir sur case noire b4 · Pion blanc sur case blanche e4 · Pion blanc sur case noire f4 · Cavalier blanc sur case blanche b3 · Cavalier blanc sur case noire c3 · Tour blanche sur case blanche h3 · Pion blanc sur case noire b2 · Pion blanc sur case blanche c2 · Dame blanche sur case noire f2 · Fou blanc sur case blanche g2 · Pion blanc sur case noire h2 · Fou blanc sur case noire c1 · Tour blanche sur case blanche f1 · Roi blanc sur case blanche h1 | Tour noire sur case blanche c8 · Tour noire sur case blanche e8 · Roi noir sur case blanche g8 · Fou noir sur case blanche b7 · Dame noire sur case noire c7 · Cavalier noir sur case blanche d7 · Pion noir sur case blanche f7 · Fou noir sur case noire g7 · Pion noir sur case blanche h7 · Pion noir sur case blanche a6 · Pion noir sur case noire b6 · Pion noir sur case noire d6 · Pion noir sur case blanche e6 · Pion noir sur case blanche g6 · Pion blanc sur case noire g5 · Pion blanc sur case blanche a4 · Cavalier noir sur case noire b4 · Pion blanc sur case blanche e4 · Pion blanc sur case noire f4 · Cavalier blanc sur case blanche b3 · Cavalier blanc sur case noire c3 · Tour blanche sur case blanche h3 · Pion blanc sur case noire b2 · Pion blanc sur case blanche c2 · Dame blanche sur case noire f2 · Fou blanc sur case blanche g2 · Pion blanc sur case noire h2 · Fou blanc sur case noire c1 · Tour blanche sur case blanche f1 · Roi blanc sur case blanche h1 | Tour noire sur case blanche c8 · Tour noire sur case blanche e8 · Roi noir sur case blanche g8 · Fou noir sur case blanche b7 · Dame noire sur case noire c7 · Cavalier noir sur case blanche d7 · Pion noir sur case blanche f7 · Fou noir sur case noire g7 · Pion noir sur case blanche h7 · Pion noir sur case blanche a6 · Pion noir sur case noire b6 · Pion noir sur case noire d6 · Pion noir sur case blanche e6 · Pion noir sur case blanche g6 · Pion blanc sur case noire g5 · Pion blanc sur case blanche a4 · Cavalier noir sur case noire b4 · Pion blanc sur case blanche e4 · Pion blanc sur case noire f4 · Cavalier blanc sur case blanche b3 · Cavalier blanc sur case noire c3 · Tour blanche sur case blanche h3 · Pion blanc sur case noire b2 · Pion blanc sur case blanche c2 · Dame blanche sur case noire f2 · Fou blanc sur case blanche g2 · Pion blanc sur case noire h2 · Fou blanc sur case noire c1 · Tour blanche sur case blanche f1 · Roi blanc sur case blanche h1 | Tour noire sur case blanche c8 · Tour noire sur case blanche e8 · Roi noir sur case blanche g8 · Fou noir sur case blanche b7 · Dame noire sur case noire c7 · Cavalier noir sur case blanche d7 · Pion noir sur case blanche f7 · Fou noir sur case noire g7 · Pion noir sur case blanche h7 · Pion noir sur case blanche a6 · Pion noir sur case noire b6 · Pion noir sur case noire d6 · Pion noir sur case blanche e6 · Pion noir sur case blanche g6 · Pion blanc sur case noire g5 · Pion blanc sur case blanche a4 · Cavalier noir sur case noire b4 · Pion blanc sur case blanche e4 · Pion blanc sur case noire f4 · Cavalier blanc sur case blanche b3 · Cavalier blanc sur case noire c3 · Tour blanche sur case blanche h3 · Pion blanc sur case noire b2 · Pion blanc sur case blanche c2 · Dame blanche sur case noire f2 · Fou blanc sur case blanche g2 · Pion blanc sur case noire h2 · Fou blanc sur case noire c1 · Tour blanche sur case blanche f1 · Roi blanc sur case blanche h1 | Tour noire sur case blanche c8 · Tour noire sur case blanche e8 · Roi noir sur case blanche g8 · Fou noir sur case blanche b7 · Dame noire sur case noire c7 · Cavalier noir sur case blanche d7 · Pion noir sur case blanche f7 · Fou noir sur case noire g7 · Pion noir sur case blanche h7 · Pion noir sur case blanche a6 · Pion noir sur case noire b6 · Pion noir sur case noire d6 · Pion noir sur case blanche e6 · Pion noir sur case blanche g6 · Pion blanc sur case noire g5 · Pion blanc sur case blanche a4 · Cavalier noir sur case noire b4 · Pion blanc sur case blanche e4 · Pion blanc sur case noire f4 · Cavalier blanc sur case blanche b3 · Cavalier blanc sur case noire c3 · Tour blanche sur case blanche h3 · Pion blanc sur case noire b2 · Pion blanc sur case blanche c2 · Dame blanche sur case noire f2 · Fou blanc sur case blanche g2 · Pion blanc sur case noire h2 · Fou blanc sur case noire c1 · Tour blanche sur case blanche f1 · Roi blanc sur case blanche h1 | Tour noire sur case blanche c8 · Tour noire sur case blanche e8 · Roi noir sur case blanche g8 · Fou noir sur case blanche b7 · Dame noire sur case noire c7 · Cavalier noir sur case blanche d7 · Pion noir sur case blanche f7 · Fou noir sur case noire g7 · Pion noir sur case blanche h7 · Pion noir sur case blanche a6 · Pion noir sur case noire b6 · Pion noir sur case noire d6 · Pion noir sur case blanche e6 · Pion noir sur case blanche g6 · Pion blanc sur case noire g5 · Pion blanc sur case blanche a4 · Cavalier noir sur case noire b4 · Pion blanc sur case blanche e4 · Pion blanc sur case noire f4 · Cavalier blanc sur case blanche b3 · Cavalier blanc sur case noire c3 · Tour blanche sur case blanche h3 · Pion blanc sur case noire b2 · Pion blanc sur case blanche c2 · Dame blanche sur case noire f2 · Fou blanc sur case blanche g2 · Pion blanc sur case noire h2 · Fou blanc sur case noire c1 · Tour blanche sur case blanche f1 · Roi blanc sur case blanche h1 | Tour noire sur case blanche c8 · Tour noire sur case blanche e8 · Roi noir sur case blanche g8 · Fou noir sur case blanche b7 · Dame noire sur case noire c7 · Cavalier noir sur case blanche d7 · Pion noir sur case blanche f7 · Fou noir sur case noire g7 · Pion noir sur case blanche h7 · Pion noir sur case blanche a6 · Pion noir sur case noire b6 · Pion noir sur case noire d6 · Pion noir sur case blanche e6 · Pion noir sur case blanche g6 · Pion blanc sur case noire g5 · Pion blanc sur case blanche a4 · Cavalier noir sur case noire b4 · Pion blanc sur case blanche e4 · Pion blanc sur case noire f4 · Cavalier blanc sur case blanche b3 · Cavalier blanc sur case noire c3 · Tour blanche sur case blanche h3 · Pion blanc sur case noire b2 · Pion blanc sur case blanche c2 · Dame blanche sur case noire f2 · Fou blanc sur case blanche g2 · Pion blanc sur case noire h2 · Fou blanc sur case noire c1 · Tour blanche sur case blanche f1 · Roi blanc sur case blanche h1 | 7 |
| 6 | Tour noire sur case blanche c8 · Tour noire sur case blanche e8 · Roi noir sur case blanche g8 · Fou noir sur case blanche b7 · Dame noire sur case noire c7 · Cavalier noir sur case blanche d7 · Pion noir sur case blanche f7 · Fou noir sur case noire g7 · Pion noir sur case blanche h7 · Pion noir sur case blanche a6 · Pion noir sur case noire b6 · Pion noir sur case noire d6 · Pion noir sur case blanche e6 · Pion noir sur case blanche g6 · Pion blanc sur case noire g5 · Pion blanc sur case blanche a4 · Cavalier noir sur case noire b4 · Pion blanc sur case blanche e4 · Pion blanc sur case noire f4 · Cavalier blanc sur case blanche b3 · Cavalier blanc sur case noire c3 · Tour blanche sur case blanche h3 · Pion blanc sur case noire b2 · Pion blanc sur case blanche c2 · Dame blanche sur case noire f2 · Fou blanc sur case blanche g2 · Pion blanc sur case noire h2 · Fou blanc sur case noire c1 · Tour blanche sur case blanche f1 · Roi blanc sur case blanche h1 | Tour noire sur case blanche c8 · Tour noire sur case blanche e8 · Roi noir sur case blanche g8 · Fou noir sur case blanche b7 · Dame noire sur case noire c7 · Cavalier noir sur case blanche d7 · Pion noir sur case blanche f7 · Fou noir sur case noire g7 · Pion noir sur case blanche h7 · Pion noir sur case blanche a6 · Pion noir sur case noire b6 · Pion noir sur case noire d6 · Pion noir sur case blanche e6 · Pion noir sur case blanche g6 · Pion blanc sur case noire g5 · Pion blanc sur case blanche a4 · Cavalier noir sur case noire b4 · Pion blanc sur case blanche e4 · Pion blanc sur case noire f4 · Cavalier blanc sur case blanche b3 · Cavalier blanc sur case noire c3 · Tour blanche sur case blanche h3 · Pion blanc sur case noire b2 · Pion blanc sur case blanche c2 · Dame blanche sur case noire f2 · Fou blanc sur case blanche g2 · Pion blanc sur case noire h2 · Fou blanc sur case noire c1 · Tour blanche sur case blanche f1 · Roi blanc sur case blanche h1 | Tour noire sur case blanche c8 · Tour noire sur case blanche e8 · Roi noir sur case blanche g8 · Fou noir sur case blanche b7 · Dame noire sur case noire c7 · Cavalier noir sur case blanche d7 · Pion noir sur case blanche f7 · Fou noir sur case noire g7 · Pion noir sur case blanche h7 · Pion noir sur case blanche a6 · Pion noir sur case noire b6 · Pion noir sur case noire d6 · Pion noir sur case blanche e6 · Pion noir sur case blanche g6 · Pion blanc sur case noire g5 · Pion blanc sur case blanche a4 · Cavalier noir sur case noire b4 · Pion blanc sur case blanche e4 · Pion blanc sur case noire f4 · Cavalier blanc sur case blanche b3 · Cavalier blanc sur case noire c3 · Tour blanche sur case blanche h3 · Pion blanc sur case noire b2 · Pion blanc sur case blanche c2 · Dame blanche sur case noire f2 · Fou blanc sur case blanche g2 · Pion blanc sur case noire h2 · Fou blanc sur case noire c1 · Tour blanche sur case blanche f1 · Roi blanc sur case blanche h1 | Tour noire sur case blanche c8 · Tour noire sur case blanche e8 · Roi noir sur case blanche g8 · Fou noir sur case blanche b7 · Dame noire sur case noire c7 · Cavalier noir sur case blanche d7 · Pion noir sur case blanche f7 · Fou noir sur case noire g7 · Pion noir sur case blanche h7 · Pion noir sur case blanche a6 · Pion noir sur case noire b6 · Pion noir sur case noire d6 · Pion noir sur case blanche e6 · Pion noir sur case blanche g6 · Pion blanc sur case noire g5 · Pion blanc sur case blanche a4 · Cavalier noir sur case noire b4 · Pion blanc sur case blanche e4 · Pion blanc sur case noire f4 · Cavalier blanc sur case blanche b3 · Cavalier blanc sur case noire c3 · Tour blanche sur case blanche h3 · Pion blanc sur case noire b2 · Pion blanc sur case blanche c2 · Dame blanche sur case noire f2 · Fou blanc sur case blanche g2 · Pion blanc sur case noire h2 · Fou blanc sur case noire c1 · Tour blanche sur case blanche f1 · Roi blanc sur case blanche h1 | Tour noire sur case blanche c8 · Tour noire sur case blanche e8 · Roi noir sur case blanche g8 · Fou noir sur case blanche b7 · Dame noire sur case noire c7 · Cavalier noir sur case blanche d7 · Pion noir sur case blanche f7 · Fou noir sur case noire g7 · Pion noir sur case blanche h7 · Pion noir sur case blanche a6 · Pion noir sur case noire b6 · Pion noir sur case noire d6 · Pion noir sur case blanche e6 · Pion noir sur case blanche g6 · Pion blanc sur case noire g5 · Pion blanc sur case blanche a4 · Cavalier noir sur case noire b4 · Pion blanc sur case blanche e4 · Pion blanc sur case noire f4 · Cavalier blanc sur case blanche b3 · Cavalier blanc sur case noire c3 · Tour blanche sur case blanche h3 · Pion blanc sur case noire b2 · Pion blanc sur case blanche c2 · Dame blanche sur case noire f2 · Fou blanc sur case blanche g2 · Pion blanc sur case noire h2 · Fou blanc sur case noire c1 · Tour blanche sur case blanche f1 · Roi blanc sur case blanche h1 | Tour noire sur case blanche c8 · Tour noire sur case blanche e8 · Roi noir sur case blanche g8 · Fou noir sur case blanche b7 · Dame noire sur case noire c7 · Cavalier noir sur case blanche d7 · Pion noir sur case blanche f7 · Fou noir sur case noire g7 · Pion noir sur case blanche h7 · Pion noir sur case blanche a6 · Pion noir sur case noire b6 · Pion noir sur case noire d6 · Pion noir sur case blanche e6 · Pion noir sur case blanche g6 · Pion blanc sur case noire g5 · Pion blanc sur case blanche a4 · Cavalier noir sur case noire b4 · Pion blanc sur case blanche e4 · Pion blanc sur case noire f4 · Cavalier blanc sur case blanche b3 · Cavalier blanc sur case noire c3 · Tour blanche sur case blanche h3 · Pion blanc sur case noire b2 · Pion blanc sur case blanche c2 · Dame blanche sur case noire f2 · Fou blanc sur case blanche g2 · Pion blanc sur case noire h2 · Fou blanc sur case noire c1 · Tour blanche sur case blanche f1 · Roi blanc sur case blanche h1 | Tour noire sur case blanche c8 · Tour noire sur case blanche e8 · Roi noir sur case blanche g8 · Fou noir sur case blanche b7 · Dame noire sur case noire c7 · Cavalier noir sur case blanche d7 · Pion noir sur case blanche f7 · Fou noir sur case noire g7 · Pion noir sur case blanche h7 · Pion noir sur case blanche a6 · Pion noir sur case noire b6 · Pion noir sur case noire d6 · Pion noir sur case blanche e6 · Pion noir sur case blanche g6 · Pion blanc sur case noire g5 · Pion blanc sur case blanche a4 · Cavalier noir sur case noire b4 · Pion blanc sur case blanche e4 · Pion blanc sur case noire f4 · Cavalier blanc sur case blanche b3 · Cavalier blanc sur case noire c3 · Tour blanche sur case blanche h3 · Pion blanc sur case noire b2 · Pion blanc sur case blanche c2 · Dame blanche sur case noire f2 · Fou blanc sur case blanche g2 · Pion blanc sur case noire h2 · Fou blanc sur case noire c1 · Tour blanche sur case blanche f1 · Roi blanc sur case blanche h1 | Tour noire sur case blanche c8 · Tour noire sur case blanche e8 · Roi noir sur case blanche g8 · Fou noir sur case blanche b7 · Dame noire sur case noire c7 · Cavalier noir sur case blanche d7 · Pion noir sur case blanche f7 · Fou noir sur case noire g7 · Pion noir sur case blanche h7 · Pion noir sur case blanche a6 · Pion noir sur case noire b6 · Pion noir sur case noire d6 · Pion noir sur case blanche e6 · Pion noir sur case blanche g6 · Pion blanc sur case noire g5 · Pion blanc sur case blanche a4 · Cavalier noir sur case noire b4 · Pion blanc sur case blanche e4 · Pion blanc sur case noire f4 · Cavalier blanc sur case blanche b3 · Cavalier blanc sur case noire c3 · Tour blanche sur case blanche h3 · Pion blanc sur case noire b2 · Pion blanc sur case blanche c2 · Dame blanche sur case noire f2 · Fou blanc sur case blanche g2 · Pion blanc sur case noire h2 · Fou blanc sur case noire c1 · Tour blanche sur case blanche f1 · Roi blanc sur case blanche h1 | 6 |
| 5 | Tour noire sur case blanche c8 · Tour noire sur case blanche e8 · Roi noir sur case blanche g8 · Fou noir sur case blanche b7 · Dame noire sur case noire c7 · Cavalier noir sur case blanche d7 · Pion noir sur case blanche f7 · Fou noir sur case noire g7 · Pion noir sur case blanche h7 · Pion noir sur case blanche a6 · Pion noir sur case noire b6 · Pion noir sur case noire d6 · Pion noir sur case blanche e6 · Pion noir sur case blanche g6 · Pion blanc sur case noire g5 · Pion blanc sur case blanche a4 · Cavalier noir sur case noire b4 · Pion blanc sur case blanche e4 · Pion blanc sur case noire f4 · Cavalier blanc sur case blanche b3 · Cavalier blanc sur case noire c3 · Tour blanche sur case blanche h3 · Pion blanc sur case noire b2 · Pion blanc sur case blanche c2 · Dame blanche sur case noire f2 · Fou blanc sur case blanche g2 · Pion blanc sur case noire h2 · Fou blanc sur case noire c1 · Tour blanche sur case blanche f1 · Roi blanc sur case blanche h1 | Tour noire sur case blanche c8 · Tour noire sur case blanche e8 · Roi noir sur case blanche g8 · Fou noir sur case blanche b7 · Dame noire sur case noire c7 · Cavalier noir sur case blanche d7 · Pion noir sur case blanche f7 · Fou noir sur case noire g7 · Pion noir sur case blanche h7 · Pion noir sur case blanche a6 · Pion noir sur case noire b6 · Pion noir sur case noire d6 · Pion noir sur case blanche e6 · Pion noir sur case blanche g6 · Pion blanc sur case noire g5 · Pion blanc sur case blanche a4 · Cavalier noir sur case noire b4 · Pion blanc sur case blanche e4 · Pion blanc sur case noire f4 · Cavalier blanc sur case blanche b3 · Cavalier blanc sur case noire c3 · Tour blanche sur case blanche h3 · Pion blanc sur case noire b2 · Pion blanc sur case blanche c2 · Dame blanche sur case noire f2 · Fou blanc sur case blanche g2 · Pion blanc sur case noire h2 · Fou blanc sur case noire c1 · Tour blanche sur case blanche f1 · Roi blanc sur case blanche h1 | Tour noire sur case blanche c8 · Tour noire sur case blanche e8 · Roi noir sur case blanche g8 · Fou noir sur case blanche b7 · Dame noire sur case noire c7 · Cavalier noir sur case blanche d7 · Pion noir sur case blanche f7 · Fou noir sur case noire g7 · Pion noir sur case blanche h7 · Pion noir sur case blanche a6 · Pion noir sur case noire b6 · Pion noir sur case noire d6 · Pion noir sur case blanche e6 · Pion noir sur case blanche g6 · Pion blanc sur case noire g5 · Pion blanc sur case blanche a4 · Cavalier noir sur case noire b4 · Pion blanc sur case blanche e4 · Pion blanc sur case noire f4 · Cavalier blanc sur case blanche b3 · Cavalier blanc sur case noire c3 · Tour blanche sur case blanche h3 · Pion blanc sur case noire b2 · Pion blanc sur case blanche c2 · Dame blanche sur case noire f2 · Fou blanc sur case blanche g2 · Pion blanc sur case noire h2 · Fou blanc sur case noire c1 · Tour blanche sur case blanche f1 · Roi blanc sur case blanche h1 | Tour noire sur case blanche c8 · Tour noire sur case blanche e8 · Roi noir sur case blanche g8 · Fou noir sur case blanche b7 · Dame noire sur case noire c7 · Cavalier noir sur case blanche d7 · Pion noir sur case blanche f7 · Fou noir sur case noire g7 · Pion noir sur case blanche h7 · Pion noir sur case blanche a6 · Pion noir sur case noire b6 · Pion noir sur case noire d6 · Pion noir sur case blanche e6 · Pion noir sur case blanche g6 · Pion blanc sur case noire g5 · Pion blanc sur case blanche a4 · Cavalier noir sur case noire b4 · Pion blanc sur case blanche e4 · Pion blanc sur case noire f4 · Cavalier blanc sur case blanche b3 · Cavalier blanc sur case noire c3 · Tour blanche sur case blanche h3 · Pion blanc sur case noire b2 · Pion blanc sur case blanche c2 · Dame blanche sur case noire f2 · Fou blanc sur case blanche g2 · Pion blanc sur case noire h2 · Fou blanc sur case noire c1 · Tour blanche sur case blanche f1 · Roi blanc sur case blanche h1 | Tour noire sur case blanche c8 · Tour noire sur case blanche e8 · Roi noir sur case blanche g8 · Fou noir sur case blanche b7 · Dame noire sur case noire c7 · Cavalier noir sur case blanche d7 · Pion noir sur case blanche f7 · Fou noir sur case noire g7 · Pion noir sur case blanche h7 · Pion noir sur case blanche a6 · Pion noir sur case noire b6 · Pion noir sur case noire d6 · Pion noir sur case blanche e6 · Pion noir sur case blanche g6 · Pion blanc sur case noire g5 · Pion blanc sur case blanche a4 · Cavalier noir sur case noire b4 · Pion blanc sur case blanche e4 · Pion blanc sur case noire f4 · Cavalier blanc sur case blanche b3 · Cavalier blanc sur case noire c3 · Tour blanche sur case blanche h3 · Pion blanc sur case noire b2 · Pion blanc sur case blanche c2 · Dame blanche sur case noire f2 · Fou blanc sur case blanche g2 · Pion blanc sur case noire h2 · Fou blanc sur case noire c1 · Tour blanche sur case blanche f1 · Roi blanc sur case blanche h1 | Tour noire sur case blanche c8 · Tour noire sur case blanche e8 · Roi noir sur case blanche g8 · Fou noir sur case blanche b7 · Dame noire sur case noire c7 · Cavalier noir sur case blanche d7 · Pion noir sur case blanche f7 · Fou noir sur case noire g7 · Pion noir sur case blanche h7 · Pion noir sur case blanche a6 · Pion noir sur case noire b6 · Pion noir sur case noire d6 · Pion noir sur case blanche e6 · Pion noir sur case blanche g6 · Pion blanc sur case noire g5 · Pion blanc sur case blanche a4 · Cavalier noir sur case noire b4 · Pion blanc sur case blanche e4 · Pion blanc sur case noire f4 · Cavalier blanc sur case blanche b3 · Cavalier blanc sur case noire c3 · Tour blanche sur case blanche h3 · Pion blanc sur case noire b2 · Pion blanc sur case blanche c2 · Dame blanche sur case noire f2 · Fou blanc sur case blanche g2 · Pion blanc sur case noire h2 · Fou blanc sur case noire c1 · Tour blanche sur case blanche f1 · Roi blanc sur case blanche h1 | Tour noire sur case blanche c8 · Tour noire sur case blanche e8 · Roi noir sur case blanche g8 · Fou noir sur case blanche b7 · Dame noire sur case noire c7 · Cavalier noir sur case blanche d7 · Pion noir sur case blanche f7 · Fou noir sur case noire g7 · Pion noir sur case blanche h7 · Pion noir sur case blanche a6 · Pion noir sur case noire b6 · Pion noir sur case noire d6 · Pion noir sur case blanche e6 · Pion noir sur case blanche g6 · Pion blanc sur case noire g5 · Pion blanc sur case blanche a4 · Cavalier noir sur case noire b4 · Pion blanc sur case blanche e4 · Pion blanc sur case noire f4 · Cavalier blanc sur case blanche b3 · Cavalier blanc sur case noire c3 · Tour blanche sur case blanche h3 · Pion blanc sur case noire b2 · Pion blanc sur case blanche c2 · Dame blanche sur case noire f2 · Fou blanc sur case blanche g2 · Pion blanc sur case noire h2 · Fou blanc sur case noire c1 · Tour blanche sur case blanche f1 · Roi blanc sur case blanche h1 | Tour noire sur case blanche c8 · Tour noire sur case blanche e8 · Roi noir sur case blanche g8 · Fou noir sur case blanche b7 · Dame noire sur case noire c7 · Cavalier noir sur case blanche d7 · Pion noir sur case blanche f7 · Fou noir sur case noire g7 · Pion noir sur case blanche h7 · Pion noir sur case blanche a6 · Pion noir sur case noire b6 · Pion noir sur case noire d6 · Pion noir sur case blanche e6 · Pion noir sur case blanche g6 · Pion blanc sur case noire g5 · Pion blanc sur case blanche a4 · Cavalier noir sur case noire b4 · Pion blanc sur case blanche e4 · Pion blanc sur case noire f4 · Cavalier blanc sur case blanche b3 · Cavalier blanc sur case noire c3 · Tour blanche sur case blanche h3 · Pion blanc sur case noire b2 · Pion blanc sur case blanche c2 · Dame blanche sur case noire f2 · Fou blanc sur case blanche g2 · Pion blanc sur case noire h2 · Fou blanc sur case noire c1 · Tour blanche sur case blanche f1 · Roi blanc sur case blanche h1 | 5 |
| 4 | Tour noire sur case blanche c8 · Tour noire sur case blanche e8 · Roi noir sur case blanche g8 · Fou noir sur case blanche b7 · Dame noire sur case noire c7 · Cavalier noir sur case blanche d7 · Pion noir sur case blanche f7 · Fou noir sur case noire g7 · Pion noir sur case blanche h7 · Pion noir sur case blanche a6 · Pion noir sur case noire b6 · Pion noir sur case noire d6 · Pion noir sur case blanche e6 · Pion noir sur case blanche g6 · Pion blanc sur case noire g5 · Pion blanc sur case blanche a4 · Cavalier noir sur case noire b4 · Pion blanc sur case blanche e4 · Pion blanc sur case noire f4 · Cavalier blanc sur case blanche b3 · Cavalier blanc sur case noire c3 · Tour blanche sur case blanche h3 · Pion blanc sur case noire b2 · Pion blanc sur case blanche c2 · Dame blanche sur case noire f2 · Fou blanc sur case blanche g2 · Pion blanc sur case noire h2 · Fou blanc sur case noire c1 · Tour blanche sur case blanche f1 · Roi blanc sur case blanche h1 | Tour noire sur case blanche c8 · Tour noire sur case blanche e8 · Roi noir sur case blanche g8 · Fou noir sur case blanche b7 · Dame noire sur case noire c7 · Cavalier noir sur case blanche d7 · Pion noir sur case blanche f7 · Fou noir sur case noire g7 · Pion noir sur case blanche h7 · Pion noir sur case blanche a6 · Pion noir sur case noire b6 · Pion noir sur case noire d6 · Pion noir sur case blanche e6 · Pion noir sur case blanche g6 · Pion blanc sur case noire g5 · Pion blanc sur case blanche a4 · Cavalier noir sur case noire b4 · Pion blanc sur case blanche e4 · Pion blanc sur case noire f4 · Cavalier blanc sur case blanche b3 · Cavalier blanc sur case noire c3 · Tour blanche sur case blanche h3 · Pion blanc sur case noire b2 · Pion blanc sur case blanche c2 · Dame blanche sur case noire f2 · Fou blanc sur case blanche g2 · Pion blanc sur case noire h2 · Fou blanc sur case noire c1 · Tour blanche sur case blanche f1 · Roi blanc sur case blanche h1 | Tour noire sur case blanche c8 · Tour noire sur case blanche e8 · Roi noir sur case blanche g8 · Fou noir sur case blanche b7 · Dame noire sur case noire c7 · Cavalier noir sur case blanche d7 · Pion noir sur case blanche f7 · Fou noir sur case noire g7 · Pion noir sur case blanche h7 · Pion noir sur case blanche a6 · Pion noir sur case noire b6 · Pion noir sur case noire d6 · Pion noir sur case blanche e6 · Pion noir sur case blanche g6 · Pion blanc sur case noire g5 · Pion blanc sur case blanche a4 · Cavalier noir sur case noire b4 · Pion blanc sur case blanche e4 · Pion blanc sur case noire f4 · Cavalier blanc sur case blanche b3 · Cavalier blanc sur case noire c3 · Tour blanche sur case blanche h3 · Pion blanc sur case noire b2 · Pion blanc sur case blanche c2 · Dame blanche sur case noire f2 · Fou blanc sur case blanche g2 · Pion blanc sur case noire h2 · Fou blanc sur case noire c1 · Tour blanche sur case blanche f1 · Roi blanc sur case blanche h1 | Tour noire sur case blanche c8 · Tour noire sur case blanche e8 · Roi noir sur case blanche g8 · Fou noir sur case blanche b7 · Dame noire sur case noire c7 · Cavalier noir sur case blanche d7 · Pion noir sur case blanche f7 · Fou noir sur case noire g7 · Pion noir sur case blanche h7 · Pion noir sur case blanche a6 · Pion noir sur case noire b6 · Pion noir sur case noire d6 · Pion noir sur case blanche e6 · Pion noir sur case blanche g6 · Pion blanc sur case noire g5 · Pion blanc sur case blanche a4 · Cavalier noir sur case noire b4 · Pion blanc sur case blanche e4 · Pion blanc sur case noire f4 · Cavalier blanc sur case blanche b3 · Cavalier blanc sur case noire c3 · Tour blanche sur case blanche h3 · Pion blanc sur case noire b2 · Pion blanc sur case blanche c2 · Dame blanche sur case noire f2 · Fou blanc sur case blanche g2 · Pion blanc sur case noire h2 · Fou blanc sur case noire c1 · Tour blanche sur case blanche f1 · Roi blanc sur case blanche h1 | Tour noire sur case blanche c8 · Tour noire sur case blanche e8 · Roi noir sur case blanche g8 · Fou noir sur case blanche b7 · Dame noire sur case noire c7 · Cavalier noir sur case blanche d7 · Pion noir sur case blanche f7 · Fou noir sur case noire g7 · Pion noir sur case blanche h7 · Pion noir sur case blanche a6 · Pion noir sur case noire b6 · Pion noir sur case noire d6 · Pion noir sur case blanche e6 · Pion noir sur case blanche g6 · Pion blanc sur case noire g5 · Pion blanc sur case blanche a4 · Cavalier noir sur case noire b4 · Pion blanc sur case blanche e4 · Pion blanc sur case noire f4 · Cavalier blanc sur case blanche b3 · Cavalier blanc sur case noire c3 · Tour blanche sur case blanche h3 · Pion blanc sur case noire b2 · Pion blanc sur case blanche c2 · Dame blanche sur case noire f2 · Fou blanc sur case blanche g2 · Pion blanc sur case noire h2 · Fou blanc sur case noire c1 · Tour blanche sur case blanche f1 · Roi blanc sur case blanche h1 | Tour noire sur case blanche c8 · Tour noire sur case blanche e8 · Roi noir sur case blanche g8 · Fou noir sur case blanche b7 · Dame noire sur case noire c7 · Cavalier noir sur case blanche d7 · Pion noir sur case blanche f7 · Fou noir sur case noire g7 · Pion noir sur case blanche h7 · Pion noir sur case blanche a6 · Pion noir sur case noire b6 · Pion noir sur case noire d6 · Pion noir sur case blanche e6 · Pion noir sur case blanche g6 · Pion blanc sur case noire g5 · Pion blanc sur case blanche a4 · Cavalier noir sur case noire b4 · Pion blanc sur case blanche e4 · Pion blanc sur case noire f4 · Cavalier blanc sur case blanche b3 · Cavalier blanc sur case noire c3 · Tour blanche sur case blanche h3 · Pion blanc sur case noire b2 · Pion blanc sur case blanche c2 · Dame blanche sur case noire f2 · Fou blanc sur case blanche g2 · Pion blanc sur case noire h2 · Fou blanc sur case noire c1 · Tour blanche sur case blanche f1 · Roi blanc sur case blanche h1 | Tour noire sur case blanche c8 · Tour noire sur case blanche e8 · Roi noir sur case blanche g8 · Fou noir sur case blanche b7 · Dame noire sur case noire c7 · Cavalier noir sur case blanche d7 · Pion noir sur case blanche f7 · Fou noir sur case noire g7 · Pion noir sur case blanche h7 · Pion noir sur case blanche a6 · Pion noir sur case noire b6 · Pion noir sur case noire d6 · Pion noir sur case blanche e6 · Pion noir sur case blanche g6 · Pion blanc sur case noire g5 · Pion blanc sur case blanche a4 · Cavalier noir sur case noire b4 · Pion blanc sur case blanche e4 · Pion blanc sur case noire f4 · Cavalier blanc sur case blanche b3 · Cavalier blanc sur case noire c3 · Tour blanche sur case blanche h3 · Pion blanc sur case noire b2 · Pion blanc sur case blanche c2 · Dame blanche sur case noire f2 · Fou blanc sur case blanche g2 · Pion blanc sur case noire h2 · Fou blanc sur case noire c1 · Tour blanche sur case blanche f1 · Roi blanc sur case blanche h1 | Tour noire sur case blanche c8 · Tour noire sur case blanche e8 · Roi noir sur case blanche g8 · Fou noir sur case blanche b7 · Dame noire sur case noire c7 · Cavalier noir sur case blanche d7 · Pion noir sur case blanche f7 · Fou noir sur case noire g7 · Pion noir sur case blanche h7 · Pion noir sur case blanche a6 · Pion noir sur case noire b6 · Pion noir sur case noire d6 · Pion noir sur case blanche e6 · Pion noir sur case blanche g6 · Pion blanc sur case noire g5 · Pion blanc sur case blanche a4 · Cavalier noir sur case noire b4 · Pion blanc sur case blanche e4 · Pion blanc sur case noire f4 · Cavalier blanc sur case blanche b3 · Cavalier blanc sur case noire c3 · Tour blanche sur case blanche h3 · Pion blanc sur case noire b2 · Pion blanc sur case blanche c2 · Dame blanche sur case noire f2 · Fou blanc sur case blanche g2 · Pion blanc sur case noire h2 · Fou blanc sur case noire c1 · Tour blanche sur case blanche f1 · Roi blanc sur case blanche h1 | 4 |
| 3 | Tour noire sur case blanche c8 · Tour noire sur case blanche e8 · Roi noir sur case blanche g8 · Fou noir sur case blanche b7 · Dame noire sur case noire c7 · Cavalier noir sur case blanche d7 · Pion noir sur case blanche f7 · Fou noir sur case noire g7 · Pion noir sur case blanche h7 · Pion noir sur case blanche a6 · Pion noir sur case noire b6 · Pion noir sur case noire d6 · Pion noir sur case blanche e6 · Pion noir sur case blanche g6 · Pion blanc sur case noire g5 · Pion blanc sur case blanche a4 · Cavalier noir sur case noire b4 · Pion blanc sur case blanche e4 · Pion blanc sur case noire f4 · Cavalier blanc sur case blanche b3 · Cavalier blanc sur case noire c3 · Tour blanche sur case blanche h3 · Pion blanc sur case noire b2 · Pion blanc sur case blanche c2 · Dame blanche sur case noire f2 · Fou blanc sur case blanche g2 · Pion blanc sur case noire h2 · Fou blanc sur case noire c1 · Tour blanche sur case blanche f1 · Roi blanc sur case blanche h1 | Tour noire sur case blanche c8 · Tour noire sur case blanche e8 · Roi noir sur case blanche g8 · Fou noir sur case blanche b7 · Dame noire sur case noire c7 · Cavalier noir sur case blanche d7 · Pion noir sur case blanche f7 · Fou noir sur case noire g7 · Pion noir sur case blanche h7 · Pion noir sur case blanche a6 · Pion noir sur case noire b6 · Pion noir sur case noire d6 · Pion noir sur case blanche e6 · Pion noir sur case blanche g6 · Pion blanc sur case noire g5 · Pion blanc sur case blanche a4 · Cavalier noir sur case noire b4 · Pion blanc sur case blanche e4 · Pion blanc sur case noire f4 · Cavalier blanc sur case blanche b3 · Cavalier blanc sur case noire c3 · Tour blanche sur case blanche h3 · Pion blanc sur case noire b2 · Pion blanc sur case blanche c2 · Dame blanche sur case noire f2 · Fou blanc sur case blanche g2 · Pion blanc sur case noire h2 · Fou blanc sur case noire c1 · Tour blanche sur case blanche f1 · Roi blanc sur case blanche h1 | Tour noire sur case blanche c8 · Tour noire sur case blanche e8 · Roi noir sur case blanche g8 · Fou noir sur case blanche b7 · Dame noire sur case noire c7 · Cavalier noir sur case blanche d7 · Pion noir sur case blanche f7 · Fou noir sur case noire g7 · Pion noir sur case blanche h7 · Pion noir sur case blanche a6 · Pion noir sur case noire b6 · Pion noir sur case noire d6 · Pion noir sur case blanche e6 · Pion noir sur case blanche g6 · Pion blanc sur case noire g5 · Pion blanc sur case blanche a4 · Cavalier noir sur case noire b4 · Pion blanc sur case blanche e4 · Pion blanc sur case noire f4 · Cavalier blanc sur case blanche b3 · Cavalier blanc sur case noire c3 · Tour blanche sur case blanche h3 · Pion blanc sur case noire b2 · Pion blanc sur case blanche c2 · Dame blanche sur case noire f2 · Fou blanc sur case blanche g2 · Pion blanc sur case noire h2 · Fou blanc sur case noire c1 · Tour blanche sur case blanche f1 · Roi blanc sur case blanche h1 | Tour noire sur case blanche c8 · Tour noire sur case blanche e8 · Roi noir sur case blanche g8 · Fou noir sur case blanche b7 · Dame noire sur case noire c7 · Cavalier noir sur case blanche d7 · Pion noir sur case blanche f7 · Fou noir sur case noire g7 · Pion noir sur case blanche h7 · Pion noir sur case blanche a6 · Pion noir sur case noire b6 · Pion noir sur case noire d6 · Pion noir sur case blanche e6 · Pion noir sur case blanche g6 · Pion blanc sur case noire g5 · Pion blanc sur case blanche a4 · Cavalier noir sur case noire b4 · Pion blanc sur case blanche e4 · Pion blanc sur case noire f4 · Cavalier blanc sur case blanche b3 · Cavalier blanc sur case noire c3 · Tour blanche sur case blanche h3 · Pion blanc sur case noire b2 · Pion blanc sur case blanche c2 · Dame blanche sur case noire f2 · Fou blanc sur case blanche g2 · Pion blanc sur case noire h2 · Fou blanc sur case noire c1 · Tour blanche sur case blanche f1 · Roi blanc sur case blanche h1 | Tour noire sur case blanche c8 · Tour noire sur case blanche e8 · Roi noir sur case blanche g8 · Fou noir sur case blanche b7 · Dame noire sur case noire c7 · Cavalier noir sur case blanche d7 · Pion noir sur case blanche f7 · Fou noir sur case noire g7 · Pion noir sur case blanche h7 · Pion noir sur case blanche a6 · Pion noir sur case noire b6 · Pion noir sur case noire d6 · Pion noir sur case blanche e6 · Pion noir sur case blanche g6 · Pion blanc sur case noire g5 · Pion blanc sur case blanche a4 · Cavalier noir sur case noire b4 · Pion blanc sur case blanche e4 · Pion blanc sur case noire f4 · Cavalier blanc sur case blanche b3 · Cavalier blanc sur case noire c3 · Tour blanche sur case blanche h3 · Pion blanc sur case noire b2 · Pion blanc sur case blanche c2 · Dame blanche sur case noire f2 · Fou blanc sur case blanche g2 · Pion blanc sur case noire h2 · Fou blanc sur case noire c1 · Tour blanche sur case blanche f1 · Roi blanc sur case blanche h1 | Tour noire sur case blanche c8 · Tour noire sur case blanche e8 · Roi noir sur case blanche g8 · Fou noir sur case blanche b7 · Dame noire sur case noire c7 · Cavalier noir sur case blanche d7 · Pion noir sur case blanche f7 · Fou noir sur case noire g7 · Pion noir sur case blanche h7 · Pion noir sur case blanche a6 · Pion noir sur case noire b6 · Pion noir sur case noire d6 · Pion noir sur case blanche e6 · Pion noir sur case blanche g6 · Pion blanc sur case noire g5 · Pion blanc sur case blanche a4 · Cavalier noir sur case noire b4 · Pion blanc sur case blanche e4 · Pion blanc sur case noire f4 · Cavalier blanc sur case blanche b3 · Cavalier blanc sur case noire c3 · Tour blanche sur case blanche h3 · Pion blanc sur case noire b2 · Pion blanc sur case blanche c2 · Dame blanche sur case noire f2 · Fou blanc sur case blanche g2 · Pion blanc sur case noire h2 · Fou blanc sur case noire c1 · Tour blanche sur case blanche f1 · Roi blanc sur case blanche h1 | Tour noire sur case blanche c8 · Tour noire sur case blanche e8 · Roi noir sur case blanche g8 · Fou noir sur case blanche b7 · Dame noire sur case noire c7 · Cavalier noir sur case blanche d7 · Pion noir sur case blanche f7 · Fou noir sur case noire g7 · Pion noir sur case blanche h7 · Pion noir sur case blanche a6 · Pion noir sur case noire b6 · Pion noir sur case noire d6 · Pion noir sur case blanche e6 · Pion noir sur case blanche g6 · Pion blanc sur case noire g5 · Pion blanc sur case blanche a4 · Cavalier noir sur case noire b4 · Pion blanc sur case blanche e4 · Pion blanc sur case noire f4 · Cavalier blanc sur case blanche b3 · Cavalier blanc sur case noire c3 · Tour blanche sur case blanche h3 · Pion blanc sur case noire b2 · Pion blanc sur case blanche c2 · Dame blanche sur case noire f2 · Fou blanc sur case blanche g2 · Pion blanc sur case noire h2 · Fou blanc sur case noire c1 · Tour blanche sur case blanche f1 · Roi blanc sur case blanche h1 | Tour noire sur case blanche c8 · Tour noire sur case blanche e8 · Roi noir sur case blanche g8 · Fou noir sur case blanche b7 · Dame noire sur case noire c7 · Cavalier noir sur case blanche d7 · Pion noir sur case blanche f7 · Fou noir sur case noire g7 · Pion noir sur case blanche h7 · Pion noir sur case blanche a6 · Pion noir sur case noire b6 · Pion noir sur case noire d6 · Pion noir sur case blanche e6 · Pion noir sur case blanche g6 · Pion blanc sur case noire g5 · Pion blanc sur case blanche a4 · Cavalier noir sur case noire b4 · Pion blanc sur case blanche e4 · Pion blanc sur case noire f4 · Cavalier blanc sur case blanche b3 · Cavalier blanc sur case noire c3 · Tour blanche sur case blanche h3 · Pion blanc sur case noire b2 · Pion blanc sur case blanche c2 · Dame blanche sur case noire f2 · Fou blanc sur case blanche g2 · Pion blanc sur case noire h2 · Fou blanc sur case noire c1 · Tour blanche sur case blanche f1 · Roi blanc sur case blanche h1 | 3 |
| 2 | Tour noire sur case blanche c8 · Tour noire sur case blanche e8 · Roi noir sur case blanche g8 · Fou noir sur case blanche b7 · Dame noire sur case noire c7 · Cavalier noir sur case blanche d7 · Pion noir sur case blanche f7 · Fou noir sur case noire g7 · Pion noir sur case blanche h7 · Pion noir sur case blanche a6 · Pion noir sur case noire b6 · Pion noir sur case noire d6 · Pion noir sur case blanche e6 · Pion noir sur case blanche g6 · Pion blanc sur case noire g5 · Pion blanc sur case blanche a4 · Cavalier noir sur case noire b4 · Pion blanc sur case blanche e4 · Pion blanc sur case noire f4 · Cavalier blanc sur case blanche b3 · Cavalier blanc sur case noire c3 · Tour blanche sur case blanche h3 · Pion blanc sur case noire b2 · Pion blanc sur case blanche c2 · Dame blanche sur case noire f2 · Fou blanc sur case blanche g2 · Pion blanc sur case noire h2 · Fou blanc sur case noire c1 · Tour blanche sur case blanche f1 · Roi blanc sur case blanche h1 | Tour noire sur case blanche c8 · Tour noire sur case blanche e8 · Roi noir sur case blanche g8 · Fou noir sur case blanche b7 · Dame noire sur case noire c7 · Cavalier noir sur case blanche d7 · Pion noir sur case blanche f7 · Fou noir sur case noire g7 · Pion noir sur case blanche h7 · Pion noir sur case blanche a6 · Pion noir sur case noire b6 · Pion noir sur case noire d6 · Pion noir sur case blanche e6 · Pion noir sur case blanche g6 · Pion blanc sur case noire g5 · Pion blanc sur case blanche a4 · Cavalier noir sur case noire b4 · Pion blanc sur case blanche e4 · Pion blanc sur case noire f4 · Cavalier blanc sur case blanche b3 · Cavalier blanc sur case noire c3 · Tour blanche sur case blanche h3 · Pion blanc sur case noire b2 · Pion blanc sur case blanche c2 · Dame blanche sur case noire f2 · Fou blanc sur case blanche g2 · Pion blanc sur case noire h2 · Fou blanc sur case noire c1 · Tour blanche sur case blanche f1 · Roi blanc sur case blanche h1 | Tour noire sur case blanche c8 · Tour noire sur case blanche e8 · Roi noir sur case blanche g8 · Fou noir sur case blanche b7 · Dame noire sur case noire c7 · Cavalier noir sur case blanche d7 · Pion noir sur case blanche f7 · Fou noir sur case noire g7 · Pion noir sur case blanche h7 · Pion noir sur case blanche a6 · Pion noir sur case noire b6 · Pion noir sur case noire d6 · Pion noir sur case blanche e6 · Pion noir sur case blanche g6 · Pion blanc sur case noire g5 · Pion blanc sur case blanche a4 · Cavalier noir sur case noire b4 · Pion blanc sur case blanche e4 · Pion blanc sur case noire f4 · Cavalier blanc sur case blanche b3 · Cavalier blanc sur case noire c3 · Tour blanche sur case blanche h3 · Pion blanc sur case noire b2 · Pion blanc sur case blanche c2 · Dame blanche sur case noire f2 · Fou blanc sur case blanche g2 · Pion blanc sur case noire h2 · Fou blanc sur case noire c1 · Tour blanche sur case blanche f1 · Roi blanc sur case blanche h1 | Tour noire sur case blanche c8 · Tour noire sur case blanche e8 · Roi noir sur case blanche g8 · Fou noir sur case blanche b7 · Dame noire sur case noire c7 · Cavalier noir sur case blanche d7 · Pion noir sur case blanche f7 · Fou noir sur case noire g7 · Pion noir sur case blanche h7 · Pion noir sur case blanche a6 · Pion noir sur case noire b6 · Pion noir sur case noire d6 · Pion noir sur case blanche e6 · Pion noir sur case blanche g6 · Pion blanc sur case noire g5 · Pion blanc sur case blanche a4 · Cavalier noir sur case noire b4 · Pion blanc sur case blanche e4 · Pion blanc sur case noire f4 · Cavalier blanc sur case blanche b3 · Cavalier blanc sur case noire c3 · Tour blanche sur case blanche h3 · Pion blanc sur case noire b2 · Pion blanc sur case blanche c2 · Dame blanche sur case noire f2 · Fou blanc sur case blanche g2 · Pion blanc sur case noire h2 · Fou blanc sur case noire c1 · Tour blanche sur case blanche f1 · Roi blanc sur case blanche h1 | Tour noire sur case blanche c8 · Tour noire sur case blanche e8 · Roi noir sur case blanche g8 · Fou noir sur case blanche b7 · Dame noire sur case noire c7 · Cavalier noir sur case blanche d7 · Pion noir sur case blanche f7 · Fou noir sur case noire g7 · Pion noir sur case blanche h7 · Pion noir sur case blanche a6 · Pion noir sur case noire b6 · Pion noir sur case noire d6 · Pion noir sur case blanche e6 · Pion noir sur case blanche g6 · Pion blanc sur case noire g5 · Pion blanc sur case blanche a4 · Cavalier noir sur case noire b4 · Pion blanc sur case blanche e4 · Pion blanc sur case noire f4 · Cavalier blanc sur case blanche b3 · Cavalier blanc sur case noire c3 · Tour blanche sur case blanche h3 · Pion blanc sur case noire b2 · Pion blanc sur case blanche c2 · Dame blanche sur case noire f2 · Fou blanc sur case blanche g2 · Pion blanc sur case noire h2 · Fou blanc sur case noire c1 · Tour blanche sur case blanche f1 · Roi blanc sur case blanche h1 | Tour noire sur case blanche c8 · Tour noire sur case blanche e8 · Roi noir sur case blanche g8 · Fou noir sur case blanche b7 · Dame noire sur case noire c7 · Cavalier noir sur case blanche d7 · Pion noir sur case blanche f7 · Fou noir sur case noire g7 · Pion noir sur case blanche h7 · Pion noir sur case blanche a6 · Pion noir sur case noire b6 · Pion noir sur case noire d6 · Pion noir sur case blanche e6 · Pion noir sur case blanche g6 · Pion blanc sur case noire g5 · Pion blanc sur case blanche a4 · Cavalier noir sur case noire b4 · Pion blanc sur case blanche e4 · Pion blanc sur case noire f4 · Cavalier blanc sur case blanche b3 · Cavalier blanc sur case noire c3 · Tour blanche sur case blanche h3 · Pion blanc sur case noire b2 · Pion blanc sur case blanche c2 · Dame blanche sur case noire f2 · Fou blanc sur case blanche g2 · Pion blanc sur case noire h2 · Fou blanc sur case noire c1 · Tour blanche sur case blanche f1 · Roi blanc sur case blanche h1 | Tour noire sur case blanche c8 · Tour noire sur case blanche e8 · Roi noir sur case blanche g8 · Fou noir sur case blanche b7 · Dame noire sur case noire c7 · Cavalier noir sur case blanche d7 · Pion noir sur case blanche f7 · Fou noir sur case noire g7 · Pion noir sur case blanche h7 · Pion noir sur case blanche a6 · Pion noir sur case noire b6 · Pion noir sur case noire d6 · Pion noir sur case blanche e6 · Pion noir sur case blanche g6 · Pion blanc sur case noire g5 · Pion blanc sur case blanche a4 · Cavalier noir sur case noire b4 · Pion blanc sur case blanche e4 · Pion blanc sur case noire f4 · Cavalier blanc sur case blanche b3 · Cavalier blanc sur case noire c3 · Tour blanche sur case blanche h3 · Pion blanc sur case noire b2 · Pion blanc sur case blanche c2 · Dame blanche sur case noire f2 · Fou blanc sur case blanche g2 · Pion blanc sur case noire h2 · Fou blanc sur case noire c1 · Tour blanche sur case blanche f1 · Roi blanc sur case blanche h1 | Tour noire sur case blanche c8 · Tour noire sur case blanche e8 · Roi noir sur case blanche g8 · Fou noir sur case blanche b7 · Dame noire sur case noire c7 · Cavalier noir sur case blanche d7 · Pion noir sur case blanche f7 · Fou noir sur case noire g7 · Pion noir sur case blanche h7 · Pion noir sur case blanche a6 · Pion noir sur case noire b6 · Pion noir sur case noire d6 · Pion noir sur case blanche e6 · Pion noir sur case blanche g6 · Pion blanc sur case noire g5 · Pion blanc sur case blanche a4 · Cavalier noir sur case noire b4 · Pion blanc sur case blanche e4 · Pion blanc sur case noire f4 · Cavalier blanc sur case blanche b3 · Cavalier blanc sur case noire c3 · Tour blanche sur case blanche h3 · Pion blanc sur case noire b2 · Pion blanc sur case blanche c2 · Dame blanche sur case noire f2 · Fou blanc sur case blanche g2 · Pion blanc sur case noire h2 · Fou blanc sur case noire c1 · Tour blanche sur case blanche f1 · Roi blanc sur case blanche h1 | 2 |
| 1 | Tour noire sur case blanche c8 · Tour noire sur case blanche e8 · Roi noir sur case blanche g8 · Fou noir sur case blanche b7 · Dame noire sur case noire c7 · Cavalier noir sur case blanche d7 · Pion noir sur case blanche f7 · Fou noir sur case noire g7 · Pion noir sur case blanche h7 · Pion noir sur case blanche a6 · Pion noir sur case noire b6 · Pion noir sur case noire d6 · Pion noir sur case blanche e6 · Pion noir sur case blanche g6 · Pion blanc sur case noire g5 · Pion blanc sur case blanche a4 · Cavalier noir sur case noire b4 · Pion blanc sur case blanche e4 · Pion blanc sur case noire f4 · Cavalier blanc sur case blanche b3 · Cavalier blanc sur case noire c3 · Tour blanche sur case blanche h3 · Pion blanc sur case noire b2 · Pion blanc sur case blanche c2 · Dame blanche sur case noire f2 · Fou blanc sur case blanche g2 · Pion blanc sur case noire h2 · Fou blanc sur case noire c1 · Tour blanche sur case blanche f1 · Roi blanc sur case blanche h1 | Tour noire sur case blanche c8 · Tour noire sur case blanche e8 · Roi noir sur case blanche g8 · Fou noir sur case blanche b7 · Dame noire sur case noire c7 · Cavalier noir sur case blanche d7 · Pion noir sur case blanche f7 · Fou noir sur case noire g7 · Pion noir sur case blanche h7 · Pion noir sur case blanche a6 · Pion noir sur case noire b6 · Pion noir sur case noire d6 · Pion noir sur case blanche e6 · Pion noir sur case blanche g6 · Pion blanc sur case noire g5 · Pion blanc sur case blanche a4 · Cavalier noir sur case noire b4 · Pion blanc sur case blanche e4 · Pion blanc sur case noire f4 · Cavalier blanc sur case blanche b3 · Cavalier blanc sur case noire c3 · Tour blanche sur case blanche h3 · Pion blanc sur case noire b2 · Pion blanc sur case blanche c2 · Dame blanche sur case noire f2 · Fou blanc sur case blanche g2 · Pion blanc sur case noire h2 · Fou blanc sur case noire c1 · Tour blanche sur case blanche f1 · Roi blanc sur case blanche h1 | Tour noire sur case blanche c8 · Tour noire sur case blanche e8 · Roi noir sur case blanche g8 · Fou noir sur case blanche b7 · Dame noire sur case noire c7 · Cavalier noir sur case blanche d7 · Pion noir sur case blanche f7 · Fou noir sur case noire g7 · Pion noir sur case blanche h7 · Pion noir sur case blanche a6 · Pion noir sur case noire b6 · Pion noir sur case noire d6 · Pion noir sur case blanche e6 · Pion noir sur case blanche g6 · Pion blanc sur case noire g5 · Pion blanc sur case blanche a4 · Cavalier noir sur case noire b4 · Pion blanc sur case blanche e4 · Pion blanc sur case noire f4 · Cavalier blanc sur case blanche b3 · Cavalier blanc sur case noire c3 · Tour blanche sur case blanche h3 · Pion blanc sur case noire b2 · Pion blanc sur case blanche c2 · Dame blanche sur case noire f2 · Fou blanc sur case blanche g2 · Pion blanc sur case noire h2 · Fou blanc sur case noire c1 · Tour blanche sur case blanche f1 · Roi blanc sur case blanche h1 | Tour noire sur case blanche c8 · Tour noire sur case blanche e8 · Roi noir sur case blanche g8 · Fou noir sur case blanche b7 · Dame noire sur case noire c7 · Cavalier noir sur case blanche d7 · Pion noir sur case blanche f7 · Fou noir sur case noire g7 · Pion noir sur case blanche h7 · Pion noir sur case blanche a6 · Pion noir sur case noire b6 · Pion noir sur case noire d6 · Pion noir sur case blanche e6 · Pion noir sur case blanche g6 · Pion blanc sur case noire g5 · Pion blanc sur case blanche a4 · Cavalier noir sur case noire b4 · Pion blanc sur case blanche e4 · Pion blanc sur case noire f4 · Cavalier blanc sur case blanche b3 · Cavalier blanc sur case noire c3 · Tour blanche sur case blanche h3 · Pion blanc sur case noire b2 · Pion blanc sur case blanche c2 · Dame blanche sur case noire f2 · Fou blanc sur case blanche g2 · Pion blanc sur case noire h2 · Fou blanc sur case noire c1 · Tour blanche sur case blanche f1 · Roi blanc sur case blanche h1 | Tour noire sur case blanche c8 · Tour noire sur case blanche e8 · Roi noir sur case blanche g8 · Fou noir sur case blanche b7 · Dame noire sur case noire c7 · Cavalier noir sur case blanche d7 · Pion noir sur case blanche f7 · Fou noir sur case noire g7 · Pion noir sur case blanche h7 · Pion noir sur case blanche a6 · Pion noir sur case noire b6 · Pion noir sur case noire d6 · Pion noir sur case blanche e6 · Pion noir sur case blanche g6 · Pion blanc sur case noire g5 · Pion blanc sur case blanche a4 · Cavalier noir sur case noire b4 · Pion blanc sur case blanche e4 · Pion blanc sur case noire f4 · Cavalier blanc sur case blanche b3 · Cavalier blanc sur case noire c3 · Tour blanche sur case blanche h3 · Pion blanc sur case noire b2 · Pion blanc sur case blanche c2 · Dame blanche sur case noire f2 · Fou blanc sur case blanche g2 · Pion blanc sur case noire h2 · Fou blanc sur case noire c1 · Tour blanche sur case blanche f1 · Roi blanc sur case blanche h1 | Tour noire sur case blanche c8 · Tour noire sur case blanche e8 · Roi noir sur case blanche g8 · Fou noir sur case blanche b7 · Dame noire sur case noire c7 · Cavalier noir sur case blanche d7 · Pion noir sur case blanche f7 · Fou noir sur case noire g7 · Pion noir sur case blanche h7 · Pion noir sur case blanche a6 · Pion noir sur case noire b6 · Pion noir sur case noire d6 · Pion noir sur case blanche e6 · Pion noir sur case blanche g6 · Pion blanc sur case noire g5 · Pion blanc sur case blanche a4 · Cavalier noir sur case noire b4 · Pion blanc sur case blanche e4 · Pion blanc sur case noire f4 · Cavalier blanc sur case blanche b3 · Cavalier blanc sur case noire c3 · Tour blanche sur case blanche h3 · Pion blanc sur case noire b2 · Pion blanc sur case blanche c2 · Dame blanche sur case noire f2 · Fou blanc sur case blanche g2 · Pion blanc sur case noire h2 · Fou blanc sur case noire c1 · Tour blanche sur case blanche f1 · Roi blanc sur case blanche h1 | Tour noire sur case blanche c8 · Tour noire sur case blanche e8 · Roi noir sur case blanche g8 · Fou noir sur case blanche b7 · Dame noire sur case noire c7 · Cavalier noir sur case blanche d7 · Pion noir sur case blanche f7 · Fou noir sur case noire g7 · Pion noir sur case blanche h7 · Pion noir sur case blanche a6 · Pion noir sur case noire b6 · Pion noir sur case noire d6 · Pion noir sur case blanche e6 · Pion noir sur case blanche g6 · Pion blanc sur case noire g5 · Pion blanc sur case blanche a4 · Cavalier noir sur case noire b4 · Pion blanc sur case blanche e4 · Pion blanc sur case noire f4 · Cavalier blanc sur case blanche b3 · Cavalier blanc sur case noire c3 · Tour blanche sur case blanche h3 · Pion blanc sur case noire b2 · Pion blanc sur case blanche c2 · Dame blanche sur case noire f2 · Fou blanc sur case blanche g2 · Pion blanc sur case noire h2 · Fou blanc sur case noire c1 · Tour blanche sur case blanche f1 · Roi blanc sur case blanche h1 | Tour noire sur case blanche c8 · Tour noire sur case blanche e8 · Roi noir sur case blanche g8 · Fou noir sur case blanche b7 · Dame noire sur case noire c7 · Cavalier noir sur case blanche d7 · Pion noir sur case blanche f7 · Fou noir sur case noire g7 · Pion noir sur case blanche h7 · Pion noir sur case blanche a6 · Pion noir sur case noire b6 · Pion noir sur case noire d6 · Pion noir sur case blanche e6 · Pion noir sur case blanche g6 · Pion blanc sur case noire g5 · Pion blanc sur case blanche a4 · Cavalier noir sur case noire b4 · Pion blanc sur case blanche e4 · Pion blanc sur case noire f4 · Cavalier blanc sur case blanche b3 · Cavalier blanc sur case noire c3 · Tour blanche sur case blanche h3 · Pion blanc sur case noire b2 · Pion blanc sur case blanche c2 · Dame blanche sur case noire f2 · Fou blanc sur case blanche g2 · Pion blanc sur case noire h2 · Fou blanc sur case noire c1 · Tour blanche sur case blanche f1 · Roi blanc sur case blanche h1 | 1 |
|   | a | b | c | d | e | f | g | h |   |

- La 24e et dernière partie du second match Karpov - Kasparov pour le titre mondial vit les deux joueurs s'affronter sur le thème de la Scheveningue classique. Mené d'un point, Karpov devait absolument gagner avec les blancs ; la partie qui en résulta est, d'après les commentateurs et Karpov lui-même, « l'une des parties les plus complexes et intenses de toute l'histoire des Échecs[5] » :

Anatoli Karpov - Garry Kasparov, XXXIIe championnat du monde, Moscou (Russie), 1985
1.e4 c5 2.Cf3 d6 3.d4 cxd4 4.Cxd4 Cf6 5.Cc3 a6 6.Fe2 e6 7.0-0 Fe7 8.f4 0-0 9.Rh1 Dc7 10.a4 Cc6 11.Fe3 Te8 12.Ff3 Tb8 13.Dd2 Fd7 14.Cb3 b6 15.g4 Fc8 16.g5 Cd7 17.Df2 Ff8 18.Fg2 Fb7 19.Tad1 g6 20.Fc1 Tbc8 21.Td3 Cb4 22.Th3 Fg7 (cf. diagramme ; la première position critique) 23.Fe3 (Les commentateurs essayèrent plus tard de démontrer un gain blanc après le direct 23. f5, mais nul ne sait quelle aurait été l'issue de la partie dans ce cas) Te7 (après cette partie, cette étrange manœuvre de la tour noire devint un thème courant dans la Scheveningue classique) 24.Rg1 Tce8 25.Td1 f5 26.gxf6 Cxf6 27.Tg3 Tf7 28.Fxb6 Db8 29.Fe3 Ch5 30.Tg4 Cf6 31.Th4 (dans l'obligation de gagner, les blancs doivent refuser la logique répétition des coups) g5 32.fxg5 Cg4 33.Dd2 Cxe3 34.Dxe3 Cxc2 35.Db6 Fa8 36.Txd6 Tb7 37.Dxa6 Txb3 38.Txe6 Txb2 39.Dc4 Rh8 40.e5 Da7+ 41.Rh1 Fxg2+ 42.Rxg2 Cd4+ 0-1.
- En raison de la couverture médiatique considérable accordée au match-revanche Fischer-Spassky, la partie suivante a rendu l’attaque anglaise - qui avait déjà été jouée depuis des années par d'autres GMI contre la variante Scheveningue - connue :

Bobby Fischer-Boris Spassky, Belgrade (Serbie), 1992
1. e4 c5 2. Cc3 Cc6 3. Cge2 d6 4. d4 cxd4 5. Cxd4 e6 6. Fe3 Cf6 7. Dd2 Fe7 8. f3 a6 9. O-O-O O-O 10. g4 Cxd4 11. Fxd4 b5 12. g5 Cd7 13. h4 b4 14. Ca4 Fb7? 15. Cb6! Tb8 16. Cxd7 Dxd7 17. Rb1 Dc7 18. Fd3 Fc8?! (18...Tfe8 19. h5 Ff8) 19. h5 e5 20. Fe3 Fe6 21. Tdg1 a5 22. g6 Ff6 23. gxh7+ Rh8 24. Fg5 De7 25. Tg3! Fxg5 26. Txg5 Df6 27. Thg1! Dxf3 28. Txg7 Df6 29. h6 a4 30. b3! axb3 31. axb3 Tfd8 32. Dg2 Tf8 33. Tg8+! Rxh7 34. Tg7+ Rh8 35. h7!  1-0 (le réseau de mat est trop serré pour que les Noirs puissent y échapper).